# Televisión digital terrestre en Argentina
La televisión digital terrestre en Argentina (TDA) es un servicio de interés general que transmite señales televisivas mediante ondas terrestres con tecnología digital. Se implementó utilizando la norma ISDB-Tb, una versión modificada por Brasil del estándar japonés ISDB-T, que emplea el códec MPEG-4 en lugar de MPEG-2. Su adopción se formalizó el 28 de agosto de 2009, en la Cumbre de presidentes de la UNASUR en Bariloche, mediante un convenio firmado por Cristina Fernández de Kirchner y Luiz Inácio Lula da Silva, complementado con un memorando con Japón.
La TDA forma parte del «Sistema Argentino de Televisión Digital Terrestre» (SATVD-T), gestionado inicialmente por el Consejo Asesor del SATVD-T, con Osvaldo Nemirovsci como Coordinador General hasta 2015. Durante el período 2015-2019, el organismo fue transferido al MinCom, luego al SFMyCP y al ENACOM, aunque sin continuidad en sus funciones. Actualmente, está bajo la órbita de la Secretaría de Medios y Comunicación Pública (Decreto 50/2019).
Además de la TDA, existen servicios de televisión paga que utilizan la misma banda de frecuencias en UHF, aunque con normas de transmisión que permiten la encriptación de señales. Las frecuencias en UHF se dividen en los canales 14 a 36 para la TDA y del 38 al 51 para la televisión digital por suscripción. La TDA también abarca servicios satelitales gratuitos provistos por la empresa estatal Arsat. No se limita a contenidos del Estado nacional, sino que incluye emisiones digitales de licenciatarios privados (con o sin fines de lucro), estatales (provinciales, universitarios) y medios de gestión social.

## Historia

Mapa de los distintos sistemas utilizados para la televisión digital en el mundo.

### Comienzos
En octubre de 1998, durante la presidencia de Carlos Menem, se publicó en el Boletín oficial la Resolución 2357 de la Secretaría de Comunicaciones, estableciendo el estándar técnico ATSC (Advanced Television Systems Comitee) para los sistemas de televisión digital terrestre para la República Argentina. La resolución recuerda, además, en sus considerandos, que ya se había autorizado a las empresas Telearte S.A., operadora de Canal 9; Televisión Federal S.A.; de Canal 11; y Artear S.A., Canal 13, a efectuar los ensayos experimentales correspondientes en esa norma.

### Acciones de nulidad sobre la Resolución SeCom N.º 2357/98 que adoptara la norma técnica ATSC
La resolución SeCom N.º 2357/98 adopta la norma técnica de TV Digital Terrestre de origen norteamericano ATSC, sin mediar pruebas comparativas, como las efectuadas en otros países, ni estudio alguno sobre sus características técnicas. Dicha resolución, fue objeto de la interposición de un recurso interruptivo de ejecutoriedad de resolución (recurso de amparo) por parte del ciudadano Jorge Rivero, entonces presidente de la ONG argentina "Consejo de TV Digital", argumentando haber mediado "incompetencia en razón de la materia", por "basarse en antecedentes falsos" y "ser falsos los hechos y el derecho invocados", todos causales de nulidad absoluta e insanables, según la Ley de Procedimientos Administrativos de la Nación. El recurso fue defendido en primera y segunda instancia, incluyendo una clase-demostración ante los camaristas Baños y Argento, de características únicas en la jurisprudencia argentina.
Tanto Jorge Rivero, a título personal, como mediante la ONG "Consejo de TV Digital", continuaron durante varios participando de foros especializados, eventos públicos y en medios de prensa, objetando la aplicatoriedad de la Resolución SeCom 2357/98 y de la modulación de amplitud utilizada por la norma técnica norteamericana ATSC, VSB (vestigial side band, la misma utilizada en los servicios de TV Color analógicos), y la operación en la frecuencia de VHF utilizada bajo el concepto de canal adyacente, con foco únicamente en la HD, sin servicios móviles ni interactivos.
La principal objeción al ATSC presentada por Jorge Rivero y el "Consejo de TV Digital", fue que dicha norma técnica había sido creada para priorizar servicios HD, tentando de ocupar todo el espectro disponible impidiendo la existencia de nuevos licenciatarios, motivo central del apoyo del grupo ARTEAR y de ATA, que pretendieron darle, así, continuidad a su hegemonismo mediático.
Durante más de 4 años, la norma ATSC resultó inaplicable en razón de la interposición de este recurso judicial, que "interrumpió" la ejecutoriedad de la resolución SeCom N.º 2357/98.
Además, el 4 de agosto de 2000, el Secretario de Comunicaciones del Presidente Fernando de la Rúa, Henoch Aguiar, comunicó que la adopción de la norma ATSC era inválida.

### Primeras emisiones experimentales
La empresa Artear, mediante Canal 13, fue uno de los primeros en efectuar transmisiones experimentales con cierta regularidad en la TDT bajo la norma ATSC. Este canal continuó realizando las emisiones de prueba en la frecuencia 12 (200MHz) de la banda VHF entre 2000 y 2009. Telefe, que inicialmente había acompañado la elección de la norma norteamericana ATSC, cambia de norma a DVB-T.
En abril de 2006, bajo la gestión del entonces Presidente Néstor Kirchner, la Secretaría de Comunicaciones emitió la Resolución N.º 4, por la cual se creaba una Comisión de Estudio y Análisis de los Sistemas de Televisión Digital. Esta comisión debería estudiar los sistemas disponibles considerando los avances técnicos producidos, y recomendar un estándar. Uno de los objetivos de dicha comisión, sería el de considerar, además de las ventajas técnicas específicas, otros factores como inversiones, generación de empleo, transferencia de tecnología y la debida "inclusión social". La intención fue que la elección del estándar actuara como herramienta del desarrollo social y económico del país.
En 2009, la Secretaría de Comunicaciones anuló la resolución hecha en 1998 mediante la Resolución N.º 171, y recomendó la adopción del estándar japonés de televisión digital. Junto con el decreto 1148/2009, se crea el Sistema Argentino de Televisión Digital Terrestre, basado en el estándar ISDB-T, Integrated Services Digital Broadcasting, el cual ya había sido adoptado por Brasil (donde se lo denomina ISDB-Tb) incorporando varias mejoras implementadas por técnicos brasileños al combinarse con el ya existente estándar SBTVD. El anuncio fue realizado por la presidenta Cristina Fernández de Kirchner, en un acto llevado a cabo en Bariloche, junto al presidente brasileño Luiz Inácio Lula da Silva.
En octubre de 2010, la Plataforma Nacional de Televisión Digital Terrestre fue declarada de interés público por medio del Decreto N.º 364/2010 del Poder Ejecutivo Nacional.
El Gobierno argentino ordenó la entrega gratuita de decodificadores y antenas receptores de señales bajo la norma ISDB-Tb con el fin de promover la recepción de canales en la TDT en hogares con televisores analógicos. Los principales beneficiarios fueron las asociaciones sin fines de lucro, fundaciones, cooperativas, jubilados, pensionados, discapacitados, y otros casos con vulnerabilidad social. Los equipos entregados por el Gobierno para la TDT fueron de las marcas Coradir, Newtronic (fabricados por grupo Cometrans) y UTE Nacional (fabricado por Zoitron-Microtrol-Inarci-TRV Unión Transitoria de Empresas), los cuales además incluían al momento de la entrega su respectiva antena exterior para UHF, del tipo "panel plano", comúnmente llamada "antena parrilla".
Según preveía el Decreto N.º 1148/09 el apagón analógico se produciría el 31 de agosto de 2019, pero esta fecha fue modificada mediante el Decreto N.º 173/2019, que estableció la fecha dos años más tarde, el 31 de agosto de 2021.

### Encendido digital y apagón analógico
Mediante el decreto 333/2023 del 30 de junio de 2023, publicado con la firma del Presidente Alberto Fernández y el Jefe de Gabinete Agustín Rossi, el Gobierno nacional confirmó el apagón analógico en todo el país y aprobó un cronograma con el fin de realizar el proceso de transición de la televisión analógica al sistema argentino de televisión digital terrestre (SATVD-T).
Según detalla el anexo del decreto, las estaciones repetidoras de titularidad de Radio y Televisión Argentina (TV y Radio pública) deberán cesar sus emisiones analógicas con fecha 30 de junio de 2024, independientemente de la región donde se encuentren emplazada. Mientras que las estaciones de origen de titularidad de licenciatarios y autorizados (privados) tendrán fases dependiendo la zona.
Estas son:
- Región Este (Provincia de Buenos Aires y Ciudad Autónoma de Buenos Aires): La fecha de inicio de emisiones digitales para el 31 de marzo de 2024 y el cese de emisiones analógicas, el 30 de junio de 2024.
- Región Sur (Neuquén, Río Negro, Chubut, Santa Cruz y Tierra del Fuego, Antártida e Islas del Atlántico Sur): La fecha del inicio de emisiones digitales para el 30 de junio de 2024 y el cese de emisiones analógicas el 30 de septiembre de 2024.
- Región Central Cuyo (San Juan, Mendoza, San Luis, Córdoba y La Pampa): Las fechas son el 30 de septiembre de 2024 para inicio de emisiones digitales mientras que el 31 de diciembre de 2024 para el cese de emisiones analógicas.
- Región Noroeste (Jujuy, Salta, Tucumán, Catamarca, La Rioja y Santiago del Estero): El 31 de diciembre de 2024 para el inicio de emisiones digitales y el 31 de marzo de 2025 para el cese de analógicas.
- Región Noreste (Formosa, Chaco, Santa Fe, Entre Rios, Corrientes y Misiones): El 31 de marzo de 2025 y 30 de junio de 2025.

Las fechas aquí detalladas de apagón analógico son prorrogables 180 días. El plazo suplementario en el caso de aquellos titulares de licencias y autorizaciones que acrediten la imposibilidad, por razones
económicas, de dar comienzo a las emisiones digitales, el Ente Nacional De Comunicaciones está facultado para extender el plazo del proceso de transición de la televisión analógica al sistema argentino de televisión digital terrestre (SATVD-T)  que detalla el anexo del decreto.

## Especificaciones técnicas
La norma técnica adoptada para la transmisión de TV digital terrestre en Argentina es la ISDB-Tb Internacional. Esta norma está basada en la japonesa ISDB-T, pero, a diferencia de Japón, donde el video se emite en MPEG-2, en Sudamérica se utiliza video con compresión H.264 y audio HE-AAC.
Las recomendaciones de la Comisión Nacional de Comunicaciones sobre el formato de video de definición estándar, es que sea compatible con todo el material histórico registrado en el país, de manera analógica, con 576 líneas de imagen entrelazadas a una frecuencia de 50Hz.
Debido a la posibilidad de compresión de datos que ofrece la digitalización de señales, por cada canal UHF pueden emitirse varios programas en forma simultánea; típicamente cuatro canales de definición estándar, o dos de alta definición, y adicionalmente un canal para dispositivos móviles.
Las señales para dispositivos móviles pueden ser recibidas en teléfonos celulares, PDA y tabletas preparadas para recibir TV en la norma ISDB-T. La emisión para móvil se realiza en uno de los trece segmentos en que ISDB-Tb divide el ancho de banda de cada canal UHF, de donde procede su nombre técnico de «One Seg» (a diferencia del «Full Seg» que indica una recepción de todos los segmentos, aunque desde un receptor fijo) 
Cuando se menciona la sigla TDA, se hace referencia unívoca al servicio gratuito, el cual no debe ser confundido con otros servicios de televisión digital terrestre por suscripción que operan en el país, como por ejemplo el de Antina que transmite en la norma europea DVB-T2 la cual permite emitir por un mismo ancho de banda una mayor cantidad de canales de definición estándar y alta definición con un bitrate altamente superior, a diferencia de su predecesora DVB-T. La gratuidad de la TDA en la Argentina incluye también las señales para dispositivos móviles.
El Gobierno Nacional administra cuatro frecuencias UHF en todo el territorio argentino: canales 22 al 25, que contienen algunos canales de producción propia como Encuentro, Pakapaka, CineAR, TEC y Televisión Pública como también señales a préstamo privadas que antes solo eran difundidas por cableoperadores. Por otra parte, cada ciudad cuenta con la posibilidad de agregar canales locales en otras frecuencias. Por ejemplo, en la Ciudad autónoma de Buenos Aires, las frecuencias 33 a 36 fueron asignadas a los actuales canales privados de aire, mientras que las frecuencias 21, 26, 27 y 32 fueron asignadas a nuevos licenciatarios.
En el área comprendida por las ciudades de Rosario, San Nicolás, Baradero, Campana, Buenos Aires y La Plata se ha implementado una Red de Frecuencia Única, o SFN, con las antenas transmisoras existentes a lo largo de dicho recorrido. Esto permite principalmente que una sola frecuencia pueda ser utilizada en todo su recorrido para emitir el mismo contenido o canales de televisión, actualmente esa red tiene 360 kilómetros de longitud aunque se podría extender a futuro mientras que el sistema analógico permite en promedio solo 100 kilómetros de cobertura usando la misma frecuencia. También permite que con un dispositivo móvil se pueda disfrutar de la televisión digital en forma continua a lo largo de su recorrido.

## Distribución por satélite
Debido a la extensión geográfica del país, sería costosa la instalación de antenas terrestres a lo largo del territorio para cubrir los hogares con las señales de la TDT. Por ello, el Gobierno argentino se ha encargado de instalar antenas parabólicas en sitios estratégicos para asegurar la recepción del servicio en la mayor parte de la nación. La venta de equipos satelitales fue suspendida en año 2016 y el soporte de la empresa Arsat a equipos vendidos solo a efectos de reactivaciones.
Los hogares no alcanzados por la TDA terrestre emitida por el estado reciben los canales de señal abierta directamente desde satélites como AMC-6 (actualmente, ARSAT-1) de forma gratuita. Esta modalidad fue denominada por el Estado como la «Televisión directa al hogar» (TDH). El estándar empleado para la transmisión de señales satelitales en Argentina es DVB-S2.
Las estaciones de televisión abierta nacional reciben las señales del satélite empleado para la TDH y las retransmiten en la TDT bajo el estándar ISDB-Tb.
La recepción de la TDH puede realizarse con decodificadores satelitales entregados por el mismo Estado a hogares que vivan lejos de las zonas cubiertas por la TDT. Los equipos entregados para la TDH fueron provistos por las empresas Kaon, Topfield, Woojeon Handan y Wellav, los cuales eran acompañados por su respectiva antena satelital off-set, de tamaño variable de acuerdo a la zona territorial a la que estaba destinado. A su vez, la empresa argentina Coradir también lanzó un kit satelital compuesto por antena, LNB, receptor y tarjeta inteligente de características similares. En todos los casos la activación de la tarjeta inteligente debía hacerse comunicándose con la propia Arsat.
En un primer momento, la mayoría de los canales en la TDH estaban cifrados por la empresa neerlandesa Irdeto, a fin de que las señales no puedan ser decodificadas en otros países que reciben el mismo satélite, siendo esta decisión tomada por Radio y Televisión Argentina para impedir el desencriptado de las señales satelitales y prevenir la aparición de tarjetas Irdeto piratas en el mercado negro, así como impedir técnicas de piratería típicas como el Card Sharing, con el que usuarios en otros países podría ver gratis los canales disponibles sin pagar los derechos correspondientes. Pero en la actualidad, la mayoría de los canales de la TDH disponibles en el satélite ARSAT-1 no están cifrados y se encuentran en modo Free to air (FTA), así como también en el mismo satélite transmiten otros canales argentinos de señal abierta y usando los formatos DVB-S y DVB-S2.

## Lista de canales Televisión Digital Terrestre Abierta

### Señales nacionales
La plataforma de distribución nacional comprende los canales 22, 23, 24 y 25, que fueron asignados a Radio y Televisión Argentina S.E., está compuesta por señales públicas y privadas a préstamo. Su antena principal se encuentra en la terraza del edificio del ex Ministerio de Obras Públicas (MOP), en la ciudad de Buenos Aires, desde donde cada señal se transmite con una potencia de 5000 watts (cuatro -4- transmisores NEC japoneses en funcionamiento, más un -1- transmisor NEC de 5000 watts para casos de emergencia), además es complementada por una serie de antenas emisoras desplegadas sobre distintos puntos del territorio nacional con transmisores NEC japoneses, Harris estadounidenses, Egatel españoles, Edinec y Liecom, ambos de industria argentina, con potencias de 300 watts hasta 1000 watts.
Los siguientes son los canales de TV con presencia en todo el Territorio Nacional; ya sea mediante la TDT o la TDH:
| MUX | MUX | Señal                       | Programación | Resolución | Transmisor | Situación | Ubicación |
| --- | --- | --------------------------- | --- | ---------- | --- | --- | --- |
| 22  | 1   | Encuentro                   | Educativo/Cultural | 576i SD    | -TX NEC de 5000 watts. -TX NEC de 1000 watts. -TX Harris de 1000 watts. -TX Edinec de 1000 watts. -TX Liecom de 1000 watts. -TX Egatel de 1000 watts. -TX NEC de 500 watts. -TX Mier de 350 watts. -TX Hitachi de 300 watts. -TX NEC de 300 watts. | -Transmitiendo en alta potencia. -En red SFN en: + Rosario-AMBA-La Plata. + Clorinda-Lag. Blanca. + Córdoba Cap. -Operado por ARSAT. | Consultar ubicación de EDTs. C.A.B.A.: 1 EDT Bs. As.: 34 EDTs Catamarca: 1 EDT Chaco: 3 EDTs Chubut: 4 EDTs Córdoba: 7 EDTs Corrientes: 3 EDTs Entre Ríos: 5 EDTs Formosa: 3 EDTs Jujuy: 2 EDTs La Pampa: 1 EDT La Rioja: 1 EDT Mendoza: 4 EDTs Misiones: 1 EDT Neuquén: 1 EDT Río Negro: 3 EDTs San Juan: 2 EDTs San Luis: 1 EDT Santa Cruz: 8 EDTs Santa Fe: 6 EDTs Sgo. del Estero: 2 EDTs Salta: 1 EDT Tierra del Fuego: 3 EDTs Tucumán: 1 EDT |
| 22  | 2   | Pakapaka                    | Educativo/Cultural/Infantil                                                                                                   | 576i SD    | -TX NEC de 5000 watts. -TX NEC de 1000 watts. -TX Harris de 1000 watts. -TX Edinec de 1000 watts. -TX Liecom de 1000 watts. -TX Egatel de 1000 watts. -TX NEC de 500 watts. -TX Mier de 350 watts. -TX Hitachi de 300 watts. -TX NEC de 300 watts. | -Transmitiendo en alta potencia. -En red SFN en: + Rosario-AMBA-La Plata. + Clorinda-Lag. Blanca. + Córdoba Cap. -Operado por ARSAT. | Consultar ubicación de EDTs. C.A.B.A.: 1 EDT Bs. As.: 34 EDTs Catamarca: 1 EDT Chaco: 3 EDTs Chubut: 4 EDTs Córdoba: 7 EDTs Corrientes: 3 EDTs Entre Ríos: 5 EDTs Formosa: 3 EDTs Jujuy: 2 EDTs La Pampa: 1 EDT La Rioja: 1 EDT Mendoza: 4 EDTs Misiones: 1 EDT Neuquén: 1 EDT Río Negro: 3 EDTs San Juan: 2 EDTs San Luis: 1 EDT Santa Cruz: 8 EDTs Santa Fe: 6 EDTs Sgo. del Estero: 2 EDTs Salta: 1 EDT Tierra del Fuego: 3 EDTs Tucumán: 1 EDT |
| 22  | 3   | Aunar                       | Educativo/Cultural/Generalista                                                                                                | 576i SD    | -TX NEC de 5000 watts. -TX NEC de 1000 watts. -TX Harris de 1000 watts. -TX Edinec de 1000 watts. -TX Liecom de 1000 watts. -TX Egatel de 1000 watts. -TX NEC de 500 watts. -TX Mier de 350 watts. -TX Hitachi de 300 watts. -TX NEC de 300 watts. | -Transmitiendo en alta potencia. -En red SFN en: + Rosario-AMBA-La Plata. + Clorinda-Lag. Blanca. + Córdoba Cap. -Operado por ARSAT. | Consultar ubicación de EDTs. C.A.B.A.: 1 EDT Bs. As.: 34 EDTs Catamarca: 1 EDT Chaco: 3 EDTs Chubut: 4 EDTs Córdoba: 7 EDTs Corrientes: 3 EDTs Entre Ríos: 5 EDTs Formosa: 3 EDTs Jujuy: 2 EDTs La Pampa: 1 EDT La Rioja: 1 EDT Mendoza: 4 EDTs Misiones: 1 EDT Neuquén: 1 EDT Río Negro: 3 EDTs San Juan: 2 EDTs San Luis: 1 EDT Santa Cruz: 8 EDTs Santa Fe: 6 EDTs Sgo. del Estero: 2 EDTs Salta: 1 EDT Tierra del Fuego: 3 EDTs Tucumán: 1 EDT |
| 22  | 4   | CineAR HD                   | Cine argentino, iberoamericano y europeo                                                                                      | 1080i HD   | -TX NEC de 5000 watts. -TX NEC de 1000 watts. -TX Harris de 1000 watts. -TX Edinec de 1000 watts. -TX Liecom de 1000 watts. -TX Egatel de 1000 watts. -TX NEC de 500 watts. -TX Mier de 350 watts. -TX Hitachi de 300 watts. -TX NEC de 300 watts. | -Transmitiendo en alta potencia. -En red SFN en: + Rosario-AMBA-La Plata. + Clorinda-Lag. Blanca. + Córdoba Cap. -Operado por ARSAT. | Consultar ubicación de EDTs. C.A.B.A.: 1 EDT Bs. As.: 34 EDTs Catamarca: 1 EDT Chaco: 3 EDTs Chubut: 4 EDTs Córdoba: 7 EDTs Corrientes: 3 EDTs Entre Ríos: 5 EDTs Formosa: 3 EDTs Jujuy: 2 EDTs La Pampa: 1 EDT La Rioja: 1 EDT Mendoza: 4 EDTs Misiones: 1 EDT Neuquén: 1 EDT Río Negro: 3 EDTs San Juan: 2 EDTs San Luis: 1 EDT Santa Cruz: 8 EDTs Santa Fe: 6 EDTs Sgo. del Estero: 2 EDTs Salta: 1 EDT Tierra del Fuego: 3 EDTs Tucumán: 1 EDT |
| 22  | 5   | TEC                         | Educativo | 576i SD    | -TX NEC de 5000 watts. -TX NEC de 1000 watts. -TX Harris de 1000 watts. -TX Edinec de 1000 watts. -TX Liecom de 1000 watts. -TX Egatel de 1000 watts. -TX NEC de 500 watts. -TX Mier de 350 watts. -TX Hitachi de 300 watts. -TX NEC de 300 watts. | -Transmitiendo en alta potencia. -En red SFN en: + Rosario-AMBA-La Plata. + Clorinda-Lag. Blanca. + Córdoba Cap. -Operado por ARSAT. | Consultar ubicación de EDTs. C.A.B.A.: 1 EDT Bs. As.: 34 EDTs Catamarca: 1 EDT Chaco: 3 EDTs Chubut: 4 EDTs Córdoba: 7 EDTs Corrientes: 3 EDTs Entre Ríos: 5 EDTs Formosa: 3 EDTs Jujuy: 2 EDTs La Pampa: 1 EDT La Rioja: 1 EDT Mendoza: 4 EDTs Misiones: 1 EDT Neuquén: 1 EDT Río Negro: 3 EDTs San Juan: 2 EDTs San Luis: 1 EDT Santa Cruz: 8 EDTs Santa Fe: 6 EDTs Sgo. del Estero: 2 EDTs Salta: 1 EDT Tierra del Fuego: 3 EDTs Tucumán: 1 EDT |
| 22  | 31  | Encuentro portable          | Educativo/Cultural | Móvil      | -TX NEC de 5000 watts. -TX NEC de 1000 watts. -TX Harris de 1000 watts. -TX Edinec de 1000 watts. -TX Liecom de 1000 watts. -TX Egatel de 1000 watts. -TX NEC de 500 watts. -TX Mier de 350 watts. -TX Hitachi de 300 watts. -TX NEC de 300 watts. | -Transmitiendo en alta potencia. -En red SFN en: + Rosario-AMBA-La Plata. + Clorinda-Lag. Blanca. + Córdoba Cap. -Operado por ARSAT. | Consultar ubicación de EDTs. C.A.B.A.: 1 EDT Bs. As.: 34 EDTs Catamarca: 1 EDT Chaco: 3 EDTs Chubut: 4 EDTs Córdoba: 7 EDTs Corrientes: 3 EDTs Entre Ríos: 5 EDTs Formosa: 3 EDTs Jujuy: 2 EDTs La Pampa: 1 EDT La Rioja: 1 EDT Mendoza: 4 EDTs Misiones: 1 EDT Neuquén: 1 EDT Río Negro: 3 EDTs San Juan: 2 EDTs San Luis: 1 EDT Santa Cruz: 8 EDTs Santa Fe: 6 EDTs Sgo. del Estero: 2 EDTs Salta: 1 EDT Tierra del Fuego: 3 EDTs Tucumán: 1 EDT |
| 23  | 1*  | Televisión Pública HD       | Generalista | 1080i HD   | -TX NEC de 5000 watts. -TX NEC de 1000 watts. -TX Harris de 1000 watts. -TX Edinec de 1000 watts. -TX Liecom de 1000 watts. -TX Egatel de 1000 watts. -TX NEC de 500 watts. -TX Mier de 350 watts. -TX Hitachi de 300 watts. -TX NEC de 300 watts. | -Transmitiendo en alta potencia. -En red SFN en: + Rosario-AMBA-La Plata. + Clorinda-Lag. Blanca. + Córdoba Cap. -TV Pública utiliza el sub-canal digital 23.2 en Rosario, AMBA y La Plata. -Construir TV utiliza el sub-canal digital 23.3 en Rosario, AMBA, La Plata. -Operado por ARSAT. | Consultar ubicación de EDTs. C.A.B.A.: 1 EDT Bs. As.: 34 EDTs Catamarca: 1 EDT Chaco: 3 EDTs Chubut: 4 EDTs Córdoba: 7 EDTs Corrientes: 3 EDTs Entre Ríos: 5 EDTs Formosa: 3 EDTs Jujuy: 2 EDTs La Pampa: 1 EDT La Rioja: 1 EDT Mendoza: 4 EDTs Misiones: 1 EDT Neuquén: 1 EDT Río Negro: 3 EDTs San Juan: 2 EDTs San Luis: 1 EDT Santa Cruz: 8 EDTs Santa Fe: 6 EDTs Sgo. del Estero: 2 EDTs Salta: 1 EDT Tierra del Fuego: 3 EDTs Tucumán: 1 EDT |
| 23  | 2*  | Construir TV                | Comunitario | 576i SD    | -TX NEC de 5000 watts. -TX NEC de 1000 watts. -TX Harris de 1000 watts. -TX Edinec de 1000 watts. -TX Liecom de 1000 watts. -TX Egatel de 1000 watts. -TX NEC de 500 watts. -TX Mier de 350 watts. -TX Hitachi de 300 watts. -TX NEC de 300 watts. | -Transmitiendo en alta potencia. -En red SFN en: + Rosario-AMBA-La Plata. + Clorinda-Lag. Blanca. + Córdoba Cap. -TV Pública utiliza el sub-canal digital 23.2 en Rosario, AMBA y La Plata. -Construir TV utiliza el sub-canal digital 23.3 en Rosario, AMBA, La Plata. -Operado por ARSAT. | Consultar ubicación de EDTs. C.A.B.A.: 1 EDT Bs. As.: 34 EDTs Catamarca: 1 EDT Chaco: 3 EDTs Chubut: 4 EDTs Córdoba: 7 EDTs Corrientes: 3 EDTs Entre Ríos: 5 EDTs Formosa: 3 EDTs Jujuy: 2 EDTs La Pampa: 1 EDT La Rioja: 1 EDT Mendoza: 4 EDTs Misiones: 1 EDT Neuquén: 1 EDT Río Negro: 3 EDTs San Juan: 2 EDTs San Luis: 1 EDT Santa Cruz: 8 EDTs Santa Fe: 6 EDTs Sgo. del Estero: 2 EDTs Salta: 1 EDT Tierra del Fuego: 3 EDTs Tucumán: 1 EDT |
| 23  | 31  | Televisión Pública portable | Generalista | Móvil      | -TX NEC de 5000 watts. -TX NEC de 1000 watts. -TX Harris de 1000 watts. -TX Edinec de 1000 watts. -TX Liecom de 1000 watts. -TX Egatel de 1000 watts. -TX NEC de 500 watts. -TX Mier de 350 watts. -TX Hitachi de 300 watts. -TX NEC de 300 watts. | -Transmitiendo en alta potencia. -En red SFN en: + Rosario-AMBA-La Plata. + Clorinda-Lag. Blanca. + Córdoba Cap. -TV Pública utiliza el sub-canal digital 23.2 en Rosario, AMBA y La Plata. -Construir TV utiliza el sub-canal digital 23.3 en Rosario, AMBA, La Plata. -Operado por ARSAT. | Consultar ubicación de EDTs. C.A.B.A.: 1 EDT Bs. As.: 34 EDTs Catamarca: 1 EDT Chaco: 3 EDTs Chubut: 4 EDTs Córdoba: 7 EDTs Corrientes: 3 EDTs Entre Ríos: 5 EDTs Formosa: 3 EDTs Jujuy: 2 EDTs La Pampa: 1 EDT La Rioja: 1 EDT Mendoza: 4 EDTs Misiones: 1 EDT Neuquén: 1 EDT Río Negro: 3 EDTs San Juan: 2 EDTs San Luis: 1 EDT Santa Cruz: 8 EDTs Santa Fe: 6 EDTs Sgo. del Estero: 2 EDTs Salta: 1 EDT Tierra del Fuego: 3 EDTs Tucumán: 1 EDT |
| 24  | 1   | DeporTV HD                  | Deportes | 1080i HD   | -TX NEC de 5000 watts. -TX NEC de 1000 watts. -TX Harris de 1000 watts. -TX Edinec de 1000 watts. -TX Liecom de 1000 watts. -TX Egatel de 1000 watts. -TX NEC de 500 watts. -TX Mier de 350 watts. -TX Hitachi de 300 watts. -TX NEC de 300 watts. | -Transmitiendo en alta potencia. -En red SFN en: + Rosario-AMBA-La Plata. + Clorinda-Lag. Blanca. + Córdoba Cap. -Crónica es reemplazado en el sub-canal digital 24.4 por la señal TV Pública Regional en Trenque Lauquen. -Operado por ARSAT.                                              | Consultar ubicación de EDTs. C.A.B.A.: 1 EDT Bs. As.: 34 EDTs Catamarca: 1 EDT Chaco: 3 EDTs Chubut: 4 EDTs Córdoba: 7 EDTs Corrientes: 3 EDTs Entre Ríos: 5 EDTs Formosa: 3 EDTs Jujuy: 2 EDTs La Pampa: 1 EDT La Rioja: 1 EDT Mendoza: 4 EDTs Misiones: 1 EDT Neuquén: 1 EDT Río Negro: 3 EDTs San Juan: 2 EDTs San Luis: 1 EDT Santa Cruz: 8 EDTs Santa Fe: 6 EDTs Sgo. del Estero: 2 EDTs Salta: 1 EDT Tierra del Fuego: 3 EDTs Tucumán: 1 EDT |
| 24  | 2   | Canal 26                    | Noticias | 576i SD    | -TX NEC de 5000 watts. -TX NEC de 1000 watts. -TX Harris de 1000 watts. -TX Edinec de 1000 watts. -TX Liecom de 1000 watts. -TX Egatel de 1000 watts. -TX NEC de 500 watts. -TX Mier de 350 watts. -TX Hitachi de 300 watts. -TX NEC de 300 watts. | -Transmitiendo en alta potencia. -En red SFN en: + Rosario-AMBA-La Plata. + Clorinda-Lag. Blanca. + Córdoba Cap. -Crónica es reemplazado en el sub-canal digital 24.4 por la señal TV Pública Regional en Trenque Lauquen. -Operado por ARSAT.                                              | Consultar ubicación de EDTs. C.A.B.A.: 1 EDT Bs. As.: 34 EDTs Catamarca: 1 EDT Chaco: 3 EDTs Chubut: 4 EDTs Córdoba: 7 EDTs Corrientes: 3 EDTs Entre Ríos: 5 EDTs Formosa: 3 EDTs Jujuy: 2 EDTs La Pampa: 1 EDT La Rioja: 1 EDT Mendoza: 4 EDTs Misiones: 1 EDT Neuquén: 1 EDT Río Negro: 3 EDTs San Juan: 2 EDTs San Luis: 1 EDT Santa Cruz: 8 EDTs Santa Fe: 6 EDTs Sgo. del Estero: 2 EDTs Salta: 1 EDT Tierra del Fuego: 3 EDTs Tucumán: 1 EDT |
| 24  | 3   | France 24 en Español        | Noticias Internacionales | 576i SD    | -TX NEC de 5000 watts. -TX NEC de 1000 watts. -TX Harris de 1000 watts. -TX Edinec de 1000 watts. -TX Liecom de 1000 watts. -TX Egatel de 1000 watts. -TX NEC de 500 watts. -TX Mier de 350 watts. -TX Hitachi de 300 watts. -TX NEC de 300 watts. | -Transmitiendo en alta potencia. -En red SFN en: + Rosario-AMBA-La Plata. + Clorinda-Lag. Blanca. + Córdoba Cap. -Crónica es reemplazado en el sub-canal digital 24.4 por la señal TV Pública Regional en Trenque Lauquen. -Operado por ARSAT.                                              | Consultar ubicación de EDTs. C.A.B.A.: 1 EDT Bs. As.: 34 EDTs Catamarca: 1 EDT Chaco: 3 EDTs Chubut: 4 EDTs Córdoba: 7 EDTs Corrientes: 3 EDTs Entre Ríos: 5 EDTs Formosa: 3 EDTs Jujuy: 2 EDTs La Pampa: 1 EDT La Rioja: 1 EDT Mendoza: 4 EDTs Misiones: 1 EDT Neuquén: 1 EDT Río Negro: 3 EDTs San Juan: 2 EDTs San Luis: 1 EDT Santa Cruz: 8 EDTs Santa Fe: 6 EDTs Sgo. del Estero: 2 EDTs Salta: 1 EDT Tierra del Fuego: 3 EDTs Tucumán: 1 EDT |
| 24  | 4*  | Crónica                     | Noticias | 576i SD    | -TX NEC de 5000 watts. -TX NEC de 1000 watts. -TX Harris de 1000 watts. -TX Edinec de 1000 watts. -TX Liecom de 1000 watts. -TX Egatel de 1000 watts. -TX NEC de 500 watts. -TX Mier de 350 watts. -TX Hitachi de 300 watts. -TX NEC de 300 watts. | -Transmitiendo en alta potencia. -En red SFN en: + Rosario-AMBA-La Plata. + Clorinda-Lag. Blanca. + Córdoba Cap. -Crónica es reemplazado en el sub-canal digital 24.4 por la señal TV Pública Regional en Trenque Lauquen. -Operado por ARSAT.                                              | Consultar ubicación de EDTs. C.A.B.A.: 1 EDT Bs. As.: 34 EDTs Catamarca: 1 EDT Chaco: 3 EDTs Chubut: 4 EDTs Córdoba: 7 EDTs Corrientes: 3 EDTs Entre Ríos: 5 EDTs Formosa: 3 EDTs Jujuy: 2 EDTs La Pampa: 1 EDT La Rioja: 1 EDT Mendoza: 4 EDTs Misiones: 1 EDT Neuquén: 1 EDT Río Negro: 3 EDTs San Juan: 2 EDTs San Luis: 1 EDT Santa Cruz: 8 EDTs Santa Fe: 6 EDTs Sgo. del Estero: 2 EDTs Salta: 1 EDT Tierra del Fuego: 3 EDTs Tucumán: 1 EDT |
| 24  | 5   | IP Noticias HD              | Noticias | 1080i HD   | -TX NEC de 5000 watts. -TX NEC de 1000 watts. -TX Harris de 1000 watts. -TX Edinec de 1000 watts. -TX Liecom de 1000 watts. -TX Egatel de 1000 watts. -TX NEC de 500 watts. -TX Mier de 350 watts. -TX Hitachi de 300 watts. -TX NEC de 300 watts. | -Transmitiendo en alta potencia. -En red SFN en: + Rosario-AMBA-La Plata. + Clorinda-Lag. Blanca. + Córdoba Cap. -Crónica es reemplazado en el sub-canal digital 24.4 por la señal TV Pública Regional en Trenque Lauquen. -Operado por ARSAT.                                              | Consultar ubicación de EDTs. C.A.B.A.: 1 EDT Bs. As.: 34 EDTs Catamarca: 1 EDT Chaco: 3 EDTs Chubut: 4 EDTs Córdoba: 7 EDTs Corrientes: 3 EDTs Entre Ríos: 5 EDTs Formosa: 3 EDTs Jujuy: 2 EDTs La Pampa: 1 EDT La Rioja: 1 EDT Mendoza: 4 EDTs Misiones: 1 EDT Neuquén: 1 EDT Río Negro: 3 EDTs San Juan: 2 EDTs San Luis: 1 EDT Santa Cruz: 8 EDTs Santa Fe: 6 EDTs Sgo. del Estero: 2 EDTs Salta: 1 EDT Tierra del Fuego: 3 EDTs Tucumán: 1 EDT |
| 24  | 6   | El Destape HD               | Noticias (Solo en AMBA, La Plata, Rosario, parte de Costa Atlántica, sur de Santa Fe, sur de Córdoba, y Catamarca)            | 1080i HD   | -TX NEC de 5000 watts. -TX NEC de 1000 watts. -TX Harris de 1000 watts. -TX Edinec de 1000 watts. -TX Liecom de 1000 watts. -TX Egatel de 1000 watts. -TX NEC de 500 watts. -TX Mier de 350 watts. -TX Hitachi de 300 watts. -TX NEC de 300 watts. | -Transmitiendo en alta potencia. -En red SFN en: + Rosario-AMBA-La Plata. + Clorinda-Lag. Blanca. + Córdoba Cap. -Crónica es reemplazado en el sub-canal digital 24.4 por la señal TV Pública Regional en Trenque Lauquen. -Operado por ARSAT.                                              | Consultar ubicación de EDTs. C.A.B.A.: 1 EDT Bs. As.: 34 EDTs Catamarca: 1 EDT Chaco: 3 EDTs Chubut: 4 EDTs Córdoba: 7 EDTs Corrientes: 3 EDTs Entre Ríos: 5 EDTs Formosa: 3 EDTs Jujuy: 2 EDTs La Pampa: 1 EDT La Rioja: 1 EDT Mendoza: 4 EDTs Misiones: 1 EDT Neuquén: 1 EDT Río Negro: 3 EDTs San Juan: 2 EDTs San Luis: 1 EDT Santa Cruz: 8 EDTs Santa Fe: 6 EDTs Sgo. del Estero: 2 EDTs Salta: 1 EDT Tierra del Fuego: 3 EDTs Tucumán: 1 EDT |
| 24  | 31  | DeporTV portable            | Deportes | Móvil      | -TX NEC de 5000 watts. -TX NEC de 1000 watts. -TX Harris de 1000 watts. -TX Edinec de 1000 watts. -TX Liecom de 1000 watts. -TX Egatel de 1000 watts. -TX NEC de 500 watts. -TX Mier de 350 watts. -TX Hitachi de 300 watts. -TX NEC de 300 watts. | -Transmitiendo en alta potencia. -En red SFN en: + Rosario-AMBA-La Plata. + Clorinda-Lag. Blanca. + Córdoba Cap. -Crónica es reemplazado en el sub-canal digital 24.4 por la señal TV Pública Regional en Trenque Lauquen. -Operado por ARSAT.                                              | Consultar ubicación de EDTs. C.A.B.A.: 1 EDT Bs. As.: 34 EDTs Catamarca: 1 EDT Chaco: 3 EDTs Chubut: 4 EDTs Córdoba: 7 EDTs Corrientes: 3 EDTs Entre Ríos: 5 EDTs Formosa: 3 EDTs Jujuy: 2 EDTs La Pampa: 1 EDT La Rioja: 1 EDT Mendoza: 4 EDTs Misiones: 1 EDT Neuquén: 1 EDT Río Negro: 3 EDTs San Juan: 2 EDTs San Luis: 1 EDT Santa Cruz: 8 EDTs Santa Fe: 6 EDTs Sgo. del Estero: 2 EDTs Salta: 1 EDT Tierra del Fuego: 3 EDTs Tucumán: 1 EDT |
| 25  | 1   | CN23                        | Retransmite ilegalmente en TDA la señal religiosa Unife                                                                       | 576i SD    | -TX NEC de 5000 watts. -TX NEC de 1000 watts. -TX Harris de 1000 watts. -TX Edinec de 1000 watts. -TX Liecom de 1000 watts. -TX Egatel de 1000 watts. -TX NEC de 500 watts. -TX Mier de 350 watts. -TX Hitachi de 300 watts. -TX NEC de 300 watts. | -Transmitiendo en alta potencia. -En red SFN en: + Rosario-AMBA-La Plata. + Clorinda-Lag. Blanca. + Córdoba Cap. -Operado por ARSAT. | Consultar ubicación de EDTs. C.A.B.A.: 1 EDT Bs. As.: 34 EDTs Catamarca: 1 EDT Chaco: 3 EDTs Chubut: 4 EDTs Córdoba: 7 EDTs Corrientes: 3 EDTs Entre Ríos: 5 EDTs Formosa: 3 EDTs Jujuy: 2 EDTs La Pampa: 1 EDT La Rioja: 1 EDT Mendoza: 4 EDTs Misiones: 1 EDT Neuquén: 1 EDT Río Negro: 3 EDTs San Juan: 2 EDTs San Luis: 1 EDT Santa Cruz: 8 EDTs Santa Fe: 6 EDTs Sgo. del Estero: 2 EDTs Salta: 1 EDT Tierra del Fuego: 3 EDTs Tucumán: 1 EDT |
| 25  | 2   | C5N                         | Noticias | 576i SD    | -TX NEC de 5000 watts. -TX NEC de 1000 watts. -TX Harris de 1000 watts. -TX Edinec de 1000 watts. -TX Liecom de 1000 watts. -TX Egatel de 1000 watts. -TX NEC de 500 watts. -TX Mier de 350 watts. -TX Hitachi de 300 watts. -TX NEC de 300 watts. | -Transmitiendo en alta potencia. -En red SFN en: + Rosario-AMBA-La Plata. + Clorinda-Lag. Blanca. + Córdoba Cap. -Operado por ARSAT. | Consultar ubicación de EDTs. C.A.B.A.: 1 EDT Bs. As.: 34 EDTs Catamarca: 1 EDT Chaco: 3 EDTs Chubut: 4 EDTs Córdoba: 7 EDTs Corrientes: 3 EDTs Entre Ríos: 5 EDTs Formosa: 3 EDTs Jujuy: 2 EDTs La Pampa: 1 EDT La Rioja: 1 EDT Mendoza: 4 EDTs Misiones: 1 EDT Neuquén: 1 EDT Río Negro: 3 EDTs San Juan: 2 EDTs San Luis: 1 EDT Santa Cruz: 8 EDTs Santa Fe: 6 EDTs Sgo. del Estero: 2 EDTs Salta: 1 EDT Tierra del Fuego: 3 EDTs Tucumán: 1 EDT |
| 25  | 3   | LN+                         | Noticias | 576i SD    | -TX NEC de 5000 watts. -TX NEC de 1000 watts. -TX Harris de 1000 watts. -TX Edinec de 1000 watts. -TX Liecom de 1000 watts. -TX Egatel de 1000 watts. -TX NEC de 500 watts. -TX Mier de 350 watts. -TX Hitachi de 300 watts. -TX NEC de 300 watts. | -Transmitiendo en alta potencia. -En red SFN en: + Rosario-AMBA-La Plata. + Clorinda-Lag. Blanca. + Córdoba Cap. -Operado por ARSAT. | Consultar ubicación de EDTs. C.A.B.A.: 1 EDT Bs. As.: 34 EDTs Catamarca: 1 EDT Chaco: 3 EDTs Chubut: 4 EDTs Córdoba: 7 EDTs Corrientes: 3 EDTs Entre Ríos: 5 EDTs Formosa: 3 EDTs Jujuy: 2 EDTs La Pampa: 1 EDT La Rioja: 1 EDT Mendoza: 4 EDTs Misiones: 1 EDT Neuquén: 1 EDT Río Negro: 3 EDTs San Juan: 2 EDTs San Luis: 1 EDT Santa Cruz: 8 EDTs Santa Fe: 6 EDTs Sgo. del Estero: 2 EDTs Salta: 1 EDT Tierra del Fuego: 3 EDTs Tucumán: 1 EDT |
| 25  | 4   | Telesur                     | Noticias internacionales | 576i SD    | -TX NEC de 5000 watts. -TX NEC de 1000 watts. -TX Harris de 1000 watts. -TX Edinec de 1000 watts. -TX Liecom de 1000 watts. -TX Egatel de 1000 watts. -TX NEC de 500 watts. -TX Mier de 350 watts. -TX Hitachi de 300 watts. -TX NEC de 300 watts. | -Transmitiendo en alta potencia. -En red SFN en: + Rosario-AMBA-La Plata. + Clorinda-Lag. Blanca. + Córdoba Cap. -Operado por ARSAT. | Consultar ubicación de EDTs. C.A.B.A.: 1 EDT Bs. As.: 34 EDTs Catamarca: 1 EDT Chaco: 3 EDTs Chubut: 4 EDTs Córdoba: 7 EDTs Corrientes: 3 EDTs Entre Ríos: 5 EDTs Formosa: 3 EDTs Jujuy: 2 EDTs La Pampa: 1 EDT La Rioja: 1 EDT Mendoza: 4 EDTs Misiones: 1 EDT Neuquén: 1 EDT Río Negro: 3 EDTs San Juan: 2 EDTs San Luis: 1 EDT Santa Cruz: 8 EDTs Santa Fe: 6 EDTs Sgo. del Estero: 2 EDTs Salta: 1 EDT Tierra del Fuego: 3 EDTs Tucumán: 1 EDT |
| 25  | 5   | RT en Español               | Noticias internacionales | 576i SD    | -TX NEC de 5000 watts. -TX NEC de 1000 watts. -TX Harris de 1000 watts. -TX Edinec de 1000 watts. -TX Liecom de 1000 watts. -TX Egatel de 1000 watts. -TX NEC de 500 watts. -TX Mier de 350 watts. -TX Hitachi de 300 watts. -TX NEC de 300 watts. | -Transmitiendo en alta potencia. -En red SFN en: + Rosario-AMBA-La Plata. + Clorinda-Lag. Blanca. + Córdoba Cap. -Operado por ARSAT. | Consultar ubicación de EDTs. C.A.B.A.: 1 EDT Bs. As.: 34 EDTs Catamarca: 1 EDT Chaco: 3 EDTs Chubut: 4 EDTs Córdoba: 7 EDTs Corrientes: 3 EDTs Entre Ríos: 5 EDTs Formosa: 3 EDTs Jujuy: 2 EDTs La Pampa: 1 EDT La Rioja: 1 EDT Mendoza: 4 EDTs Misiones: 1 EDT Neuquén: 1 EDT Río Negro: 3 EDTs San Juan: 2 EDTs San Luis: 1 EDT Santa Cruz: 8 EDTs Santa Fe: 6 EDTs Sgo. del Estero: 2 EDTs Salta: 1 EDT Tierra del Fuego: 3 EDTs Tucumán: 1 EDT |
| 25  | 6   | Canal E                     | Noticias económicas (Solo en AMBA, La Plata, Rosario, parte de Costa Atlántica, sur de Santa Fe, sur de Córdoba, y Catamarca) | 576i SD    | -TX NEC de 5000 watts. -TX NEC de 1000 watts. -TX Harris de 1000 watts. -TX Edinec de 1000 watts. -TX Liecom de 1000 watts. -TX Egatel de 1000 watts. -TX NEC de 500 watts. -TX Mier de 350 watts. -TX Hitachi de 300 watts. -TX NEC de 300 watts. | -Transmitiendo en alta potencia. -En red SFN en: + Rosario-AMBA-La Plata. + Clorinda-Lag. Blanca. + Córdoba Cap. -Operado por ARSAT. | Consultar ubicación de EDTs. C.A.B.A.: 1 EDT Bs. As.: 34 EDTs Catamarca: 1 EDT Chaco: 3 EDTs Chubut: 4 EDTs Córdoba: 7 EDTs Corrientes: 3 EDTs Entre Ríos: 5 EDTs Formosa: 3 EDTs Jujuy: 2 EDTs La Pampa: 1 EDT La Rioja: 1 EDT Mendoza: 4 EDTs Misiones: 1 EDT Neuquén: 1 EDT Río Negro: 3 EDTs San Juan: 2 EDTs San Luis: 1 EDT Santa Cruz: 8 EDTs Santa Fe: 6 EDTs Sgo. del Estero: 2 EDTs Salta: 1 EDT Tierra del Fuego: 3 EDTs Tucumán: 1 EDT |
| 25  | 31  | CN23                        | Retransmite ilegalmente en TDA la señal religiosa Unife                                                                       | Móvil      | -TX NEC de 5000 watts. -TX NEC de 1000 watts. -TX Harris de 1000 watts. -TX Edinec de 1000 watts. -TX Liecom de 1000 watts. -TX Egatel de 1000 watts. -TX NEC de 500 watts. -TX Mier de 350 watts. -TX Hitachi de 300 watts. -TX NEC de 300 watts. | -Transmitiendo en alta potencia. -En red SFN en: + Rosario-AMBA-La Plata. + Clorinda-Lag. Blanca. + Córdoba Cap. -Operado por ARSAT. | Consultar ubicación de EDTs. C.A.B.A.: 1 EDT Bs. As.: 34 EDTs Catamarca: 1 EDT Chaco: 3 EDTs Chubut: 4 EDTs Córdoba: 7 EDTs Corrientes: 3 EDTs Entre Ríos: 5 EDTs Formosa: 3 EDTs Jujuy: 2 EDTs La Pampa: 1 EDT La Rioja: 1 EDT Mendoza: 4 EDTs Misiones: 1 EDT Neuquén: 1 EDT Río Negro: 3 EDTs San Juan: 2 EDTs San Luis: 1 EDT Santa Cruz: 8 EDTs Santa Fe: 6 EDTs Sgo. del Estero: 2 EDTs Salta: 1 EDT Tierra del Fuego: 3 EDTs Tucumán: 1 EDT |

#### Señales especiales de distribución temporal
Para la temporada 2017 de las categorías fiscalizadas la Asociación Corredores de Turismo Carretera y transmitidas por ACTC Media TV se implementa la distribución de señales  de cronometraje y programa a través de canales modulados digitalmente dentro del circuito cerrado del autodromo. 
Las señales serán HD en los canales 49 para "tiempos 1", canal 50 para" tiempos 2" y canal 51 para la "señal de programa o aire".
Desde abril de 2022 la señal Belo Sport cubre la categoría APTP (Asociación de Pilotos de Turismo Pista) y otras categorías zonales en el canal 19.1, solo días de actividad y en el autódromo dónde se desarrolle la misma.
| MUX | MUX | Señal          | Programación                              | Resolución | Transmisor                            | Situación | Ubicación |
| --- | --- | -------------- | ----------------------------------------- | ---------- | ------------------------------------- | --- | --- |
| 19  | 1   | Belo Sports TV | Automovilismo                             | 1080i HD   | -TX SpeedBroadcast de 2 watts.        | -Estación transmisora móvil. -Transmite en muy baja potencia. -Emite sólo los días de actividad.                             | -Operado por Belo Sport, de Adrián Zecca. |
| 49  | 1   | ACTC Media TV  | Automovilismo (Tiempos de vuelta 1)       | 1080i HD   | -TX GrassValley Broadcast de 5 watts. | -Estación transmisora móvil. -Transmite en muy baja potencia. -Emite sólo los días de actividad. -Operado por ACTC Media TV. | -Autodromos en donde compitan categorías fiscalizadas por la Asociación Corredores de Turismo Carretera. -Área de cobertura muy limitada, comprendiendo boxes y zonas aledañas a los mismos. |
| 50  | 1   | ACTC Media TV  | Automovilismo (Tiempos de Vuelta 2)       | 1080i HD   | -TX GrassValley Broadcast de 5 watts. | -Estación transmisora móvil. -Transmite en muy baja potencia. -Emite sólo los días de actividad. -Operado por ACTC Media TV. | -Autodromos en donde compitan categorías fiscalizadas por la Asociación Corredores de Turismo Carretera. -Área de cobertura muy limitada, comprendiendo boxes y zonas aledañas a los mismos. |
| 51  | 1   | ACTC Media TV  | Automovilismo (Señal tradicional de aire) | 1080i HD   | -TX GrassValley Broadcast de 5 watts. | -Estación transmisora móvil. -Transmite en muy baja potencia. -Emite sólo los días de actividad. -Operado por ACTC Media TV. | -Autodromos en donde compitan categorías fiscalizadas por la Asociación Corredores de Turismo Carretera. -Área de cobertura muy limitada, comprendiendo boxes y zonas aledañas a los mismos. |

### Señales locales

#### Ciudad Autónoma de Buenos Aires y Provincia de Buenos Aires
| MUX | MUX | Señal                       | Programación     | Resolución | Transmisor                                                                                               | Situación                                                                                                | Ubicación |
| --- | --- | --------------------------- | ---------------- | ---------- | --- | --- | --- |
| 16  | 1   | Neo TV                      | Variedades       | 1080i HD   | -TX Liecom de 100 watts.                                                                                 | -Transmitiendo en baja potencia. -Operado por Neo Tv Digital.                                            | -Florencio Varela, Pcia de Bs. As.                                                                                        |
| 16  | 2   | Libre                       | Sin servicio     | 720p HD    | -TX Liecom de 100 watts.                                                                                 | -Transmitiendo en baja potencia. -Operado por Neo Tv Digital.                                            | -Florencio Varela, Pcia de Bs. As.                                                                                        |
| 16  | 3   | Quantica TV                 | Musical          | 720p HD    | -TX Liecom de 100 watts.                                                                                 | -Transmitiendo en baja potencia. -Operado por Neo Tv Digital.                                            | -Florencio Varela, Pcia de Bs. As.                                                                                        |
| 16  | 4   | Kayros TV                   | Religioso        | 720p HD    | -TX Liecom de 100 watts.                                                                                 | -Transmitiendo en baja potencia. -Operado por Neo Tv Digital.                                            | -Florencio Varela, Pcia de Bs. As.                                                                                        |
| 16  | 5   | Luz TV                      | Variedades       | 720p HD    | -TX Liecom de 100 watts.                                                                                 | -Transmitiendo en baja potencia. -Operado por Neo Tv Digital.                                            | -Florencio Varela, Pcia de Bs. As.                                                                                        |
| 16  | 1   | FiveTv Digital              | Variedades       | 720p HD    | -TX Liecom de 300 watts.                                                                                 | -Transmitiendo en media potencia. -Operado por Five TV Digital.                                          | -Gregorio de Laferrere, Pcia de Bs. As.                                                                                   |
| 16  | 2   | SB Musical TV               | Videos musicales | 720p HD    | -TX Liecom de 300 watts.                                                                                 | -Transmitiendo en media potencia. -Operado por Five TV Digital.                                          | -Gregorio de Laferrere, Pcia de Bs. As.                                                                                   |
| 18  | 1   | Visión Digital              | Variedades       | 576i SD    | -TX desconocido de 100 watts aprox.                                                                      | -Transmitiendo en baja potencia. -Operado por Visión Digital.                                            | -Quilmes, Pcia de Bs. As.                                                                                                 |
| 19  | 1   | TV Pública Marcos Paz       | Comunitario      | 1080i HD   | -TX desconocido de 70 watts aprox.                                                                       | -Transmitiendo en baja potencia. -Operado por Sistema Municipal de Medios y Contenidos Públicos.         | -Marcos Paz, Pcia de Bs. As.                                                                                              |
| 19  | 1   | ATV HD                      | Señal de ajuste  | 576i SD    | -TX Liecom de 70 watts.                                                                                  | -Transmitiendo en baja potencia. -Operado por FM Metropolitana 99.7.                                     | -Flores, Cdad. de Bs. As.                                                                                                 |
| 21  | 1   | Caras TV HD                 | Variedades       | 1080i HD   | -TX Nec de 1000 watts.                                                                                   | -Transmitiendo en alta potencia. -Operado por ARSAT.                                                     | -Edificio Alas, CABA |
| 21  | 2   | Orbe 21 HD                  | Religioso        | 1080i HD   | -TX Nec de 1000 watts.                                                                                   | -Transmitiendo en alta potencia. -Operado por ARSAT.                                                     | -Edificio Alas, CABA |
| 21  | 1   | Canal 21 TV Pehuajó         | Comunitario      | 1080i HD   | -TX desconocido de 80 watts aprox.                                                                       | -Transmitiendo en baja potencia. -Operado por FM Imaginaria.                                             | -Pehuajó, Pcia de Bs. As.                                                                                                 |
| 26  | 1   | Canal 26 HD                 | Noticias         | 1080i HD   | -TX Thomson Broadcast de 6500 watts. -TX Rohde & Schwarz de 300 watts. (Apagado).                        | -Transmitiendo en alta potencia. -Operado por Telecentro S.A.                                            | -Torre Espacial, CABA -San Justo, La Matanza, Pcia. de Bs. As. (Apagada)                                                  |
| 26  | 2   | Construir TV                | Comunitario      | 720p HD    | -TX Thomson Broadcast de 6500 watts. -TX Rohde & Schwarz de 300 watts. (Apagado).                        | -Transmitiendo en alta potencia. -Operado por Telecentro S.A.                                            | -Torre Espacial, CABA -San Justo, La Matanza, Pcia. de Bs. As. (Apagada)                                                  |
| 26  | 3   | Telemax HD                  | Variedades       | 1080i HD   | -TX Thomson Broadcast de 6500 watts. -TX Rohde & Schwarz de 300 watts. (Apagado).                        | -Transmitiendo en alta potencia. -Operado por Telecentro S.A.                                            | -Torre Espacial, CABA -San Justo, La Matanza, Pcia. de Bs. As. (Apagada)                                                  |
| 27  | 1   | Bravo TV HD                 | Variedades       | 1080i HD   | -TX NEC 10000 watts.                                                                                     | -Transmitiendo en alta potencia. -Operado por Editorial Perfil.                                          | -San Martín 344, CABA |
| 27  | 2   | Net TV HD                   | Generalista      | 1080i HD   | -TX NEC 10000 watts.                                                                                     | -Transmitiendo en alta potencia. -Operado por Editorial Perfil.                                          | -San Martín 344, CABA |
| 27  | 31  | Net TV (Móvil)              | Generalista      | Móvil      | -TX NEC 10000 watts.                                                                                     | -Transmitiendo en alta potencia. -Operado por Editorial Perfil.                                          | -San Martín 344, CABA |
| 28  | 1   | Canal Universidad HD        | Universitario    | 1080i HD   | -TX Liecom de 1200 watts.                                                                                | -Transmitiendo en alta potencia. -Operado por Univ. Nac. de Mar del Plata.                               | -Mar del Plata, Pcia de Bs. As.                                                                                           |
| 28  | 1   | Canal Siete Bahía Blanca HD | Generalista      | 1080i HD   | -TX Rohde & Schwartz de 1000 watts                                                                       | -Transmitiendo en alta potencia. -Operado por Artear S.A                                                 | -Bahia Blanca, Pcia de Bs. As.                                                                                            |
| 29  | 1   | AbraTV                      | Universitario    | 1080i HD   | -TX desconocido de 300 watts aprox.                                                                      | -Transmitiendo en baja potencia. -Operado por Universidad Nacional del Centro.                           | -Cdad.de Tandil |
| 30  | 1   | Cinco TV Tigre              | Variedades       | 720p HD    | -TX Raicom de 500 watts.                                                                                 | -Transmitiendo en media potencia. -Operado por Cinco TV.                                                 | -General Pacheco, Pcia de Bs. As.                                                                                         |
| 32  | 1   | Barricada TV                | Comunitario      | 1080i HD   | -TX Liecom de 250 watts.                                                                                 | -Transmitiendo en media potencia. -Operado por Barricada TV.                                             | -IMPA, CABA |
| 32  | 2   | Urbana TV                   | Comunitario      | 1080i HD   | -TX Liecom de 250 watts.                                                                                 | -Transmitiendo en media potencia. -Operado por Barricada TV.                                             | -IMPA, CABA |
| 32  | 3   | Comarca TV                  | Sin servicio     | Sin video  | -TX Liecom de 250 watts.                                                                                 | -Transmitiendo en media potencia. -Operado por Barricada TV.                                             | -IMPA, CABA |
| 32  | 1   | PAREStv HD                  | Comunitario      | 720p HD    | -TX Liecom de 250 watts.                                                                                 | -Transmitiendo en baja potencia. -Operado por Cooperativa Pares.                                         | -Luján, Pcia de Bs. As.                                                                                                   |
| 32  | 2   | PAREStv SD                  | Comunitario      | 576i SD    | -TX Liecom de 250 watts.                                                                                 | -Transmitiendo en baja potencia. -Operado por Cooperativa Pares.                                         | -Luján, Pcia de Bs. As.                                                                                                   |
| 32  | 1   | TV Universidad HD           | Universitario    | 1080i HD   | -TX NEC de 1000 watts.                                                                                   | -Transmitiendo en alta potencia. -Operado por Univ. Nac. de La Plata.                                    | -La Plata, Pcia de Bs. As.                                                                                                |
| 32  | 31  | TV Universidad (Móvil)      | Universitario    | Móvil      | -TX NEC de 1000 watts.                                                                                   | -Transmitiendo en alta potencia. -Operado por Univ. Nac. de La Plata.                                    | -La Plata, Pcia de Bs. As.                                                                                                |
| 33  | 1   | El Trece HD                 | Generalista      | 1080i HD   | -TX Egatel de 11500 watts.                                                                               | -Transmitiendo en alta potencia. -Operado por Artear.                                                    | -Edificio Alas, CABA |
| 33  | 31  | El Trece (Móvil)            | Generalista      | Móvil      | -TX Egatel de 11500 watts.                                                                               | -Transmitiendo en alta potencia. -Operado por Artear.                                                    | -Edificio Alas, CABA |
| 34  | 1   | Telefe HD                   | Generalista      | 1080i HD   | -TX Egatel de 7000 watts. -TX NEC de 1000 watts.                                                         | -Transmitiendo en alta potencia. -Emite en red SFN. -Operado por Grupo Telefe y ARSAT.                   | -Edificio Alas, CABA -La Matanza, Pcia. de Bs. As. -La Plata, Pcia de Bs. As. -Villa Martelli, Pcia de Bs. As.            |
| 34  | 31  | Telefe (Móvil)              | Generalista      | Móvil      | -TX Egatel de 7000 watts. -TX NEC de 1000 watts.                                                         | -Transmitiendo en alta potencia. -Emite en red SFN. -Operado por Grupo Telefe y ARSAT.                   | -Edificio Alas, CABA -La Matanza, Pcia. de Bs. As. -La Plata, Pcia de Bs. As. -Villa Martelli, Pcia de Bs. As.            |
| 35  | 1   | El Nueve HD                 | Generalista      | 1080i HD   | -TX Hitachi de 1000 watts. -TX NEC de 1000 watts.                                                        | -Transmitiendo en alta potencia. -Emite en red SFN. -Operado por Telearte/Grupo Octubre y ARSAT.         | -Hotel de las Naciones, CABA. - La Matanza, Pcia de Bs. As. - La Plata, Pcia de Bs. As. - Villa Martelli, Pcia de Bs. As. |
| 35  | 2   | KZO                         | Variedades       | 576i SD    | -TX Hitachi de 1000 watts. -TX NEC de 1000 watts.                                                        | -Transmitiendo en alta potencia. -Emite en red SFN. -Operado por Telearte/Grupo Octubre y ARSAT.         | -Hotel de las Naciones, CABA. - La Matanza, Pcia de Bs. As. - La Plata, Pcia de Bs. As. - Villa Martelli, Pcia de Bs. As. |
| 35  | 3   | Aspen                       | Musical          | 1080i HD   | -TX Hitachi de 1000 watts. -TX NEC de 1000 watts.                                                        | -Transmitiendo en alta potencia. -Emite en red SFN. -Operado por Telearte/Grupo Octubre y ARSAT.         | -Hotel de las Naciones, CABA. - La Matanza, Pcia de Bs. As. - La Plata, Pcia de Bs. As. - Villa Martelli, Pcia de Bs. As. |
| 35  | 31  | El Nueve (Móvil)            | Generalista      | Móvil      | -TX Hitachi de 1000 watts. -TX NEC de 1000 watts.                                                        | -Transmitiendo en alta potencia. -Emite en red SFN. -Operado por Telearte/Grupo Octubre y ARSAT.         | -Hotel de las Naciones, CABA. - La Matanza, Pcia de Bs. As. - La Plata, Pcia de Bs. As. - Villa Martelli, Pcia de Bs. As. |
| 36  | 1   | América HD                  | Generalista      | 1080i HD   | -TX Rohde & Schwarz de 17400 watts. -TX Rohde & Schwarz de 3000 watts. -TX Rohde & Schwarz de 600 watts. | -Transmitiendo en alta potencia. -Emite en red SFN. -Operado por Grupo América. -Licenciado en La Plata. | -Florencio Varela, Pcia de Bs. As. -Torre Vuelta de Dorrego, CABA -Edificio Ex-MOP, CABA                                  |
| 36  | 3   | A24 HD                      | Noticias         | 1080i HD   | -TX Rohde & Schwarz de 17400 watts. -TX Rohde & Schwarz de 3000 watts. -TX Rohde & Schwarz de 600 watts. | -Transmitiendo en alta potencia. -Emite en red SFN. -Operado por Grupo América. -Licenciado en La Plata. | -Florencio Varela, Pcia de Bs. As. -Torre Vuelta de Dorrego, CABA -Edificio Ex-MOP, CABA                                  |
| 36  | 31  | América (Móvil)             | Generalista      | Móvil      | -TX Rohde & Schwarz de 17400 watts. -TX Rohde & Schwarz de 3000 watts. -TX Rohde & Schwarz de 600 watts. | -Transmitiendo en alta potencia. -Emite en red SFN. -Operado por Grupo América. -Licenciado en La Plata. | -Florencio Varela, Pcia de Bs. As. -Torre Vuelta de Dorrego, CABA -Edificio Ex-MOP, CABA                                  |

- Nota: Desde Buenos Aires, Telefe, El Nueve, KZO y Aspen transmiten en prueba desde varias antenas de la empresa ARSAT[11] dispersadas por el Gran Buenos Aires, adicional a las antenas del Edificio Alas, la cual existen planes para su mudanza y posterior desmantelamiento, debido a cuestiones de impacto ambiental.

#### Provincia de Catamarca
| MUX | MUX | Señal          | Programación        | Resolución | Transmisor                                    | Situación                                                    | Ubicación                             |
| --- | --- | -------------- | ------------------- | ---------- | --------------------------------------------- | ------------------------------------------------------------ | ------------------------------------- |
| 27  | 1   | CatamarcaRTV   | Generalista público | 480i SD    | -TX a confirmar                               | -Transmitiendo en media potencia. -Operado por CatamarcaRTV. | -San Fernando del Valle de Catamarca. |
| 30  | 1   | TVeo Catamarca | Noticias locales    | 576i SD    | -TX a confirmar de 1000 watts aproximadamente | -Transmitiendo en alta potencia. -Operado por Supercanal     | -San Fernando del Valle de Catamarca. |

#### Provincia del Chaco
| MUX | MUX | Señal                   | Programación                                              | Resolución | Transmisor                      | Situación                                                                            | Ubicación                     |
| --- | --- | ----------------------- | --------------------------------------------------------- | ---------- | ------------------------------- | ------------------------------------------------------------------------------------ | ----------------------------- |
| 15  | 1   | Almafuerte TV HD        | Variedades                                                | 1080i HD   | -TX SpeedBroadcast de 10 watts. | -Transmitiendo en baja potencia. -Operado por Almafuerte TV.                         | -Cdad. de Resistencia.        |
| 26  | 1   | Somos Uno               | Generalista                                               | 1080i HD   | -TX NEC de 1000 watts.          | -Transmitiendo en alta potencia. -Operado por ARSAT.                                 | -Puerto Tirol                 |
| 26  | 31  | Somos Uno (Móvil)       | Generalista                                               | Móvil      | -TX NEC de 1000 watts.          | -Transmitiendo en alta potencia. -Operado por ARSAT.                                 | -Puerto Tirol                 |
| 27  | 1   | Ciudad TV               | Noticias                                                  | 720p HD    | -TX Screen Service 150 watts.   | -Transmitiendo en baja potencia. -Operado por CINCO SENTIDOS S.A.S.                  | -Resistencia                  |
| 27  | 2   | Norte Grande Federal TV | Noticias                                                  | 576i SD    | -TX Screen Service 150 watts.   | -Transmitiendo en baja potencia. -Operado por CINCO SENTIDOS S.A.S.                  | -Resistencia                  |
| 28  | 1   | Canal 9 (Resistencia)   | Generalista                                               | 1080i HD   | -TX Ditel de 350 watts.         | -Transmitiendo en media potencia. -Operado por Grupo Linke.                          | -Resistencia                  |
| 28  | 31  | Radio Nordeste          | Video de Canal 9 de Resistencia y audio de Radio Nordeste | 720p HD    | -TX Ditel de 350 watts.         | -Transmitiendo en media potencia. -Operado por Grupo Linke.                          | -Resistencia                  |
| 29  | 1   | Uncaus TV               | Retransmite a Paka Paka                                   | 576i SD    | -TX Liecom de 1200 watts.       | -Transmitiendo en alta potencia. -Operado por Universidad Nacional del Chaco Austral | -Presidencia Roque Sáenz Peña |
| 29  | 2   | SD-2 UNCAus             | Retransmite a El Destape TV                               | 576i SD    | -TX Liecom de 1200 watts.       | -Transmitiendo en alta potencia. -Operado por Universidad Nacional del Chaco Austral | -Presidencia Roque Sáenz Peña |
| 29  | 3   | SD-3 UNCAus             | Retransmite a Canal 2 de Misiones                         | 576i SD    | -TX Liecom de 1200 watts.       | -Transmitiendo en alta potencia. -Operado por Universidad Nacional del Chaco Austral | -Presidencia Roque Sáenz Peña |
| 29  | 4   | SD-4 UNCAus             | Retransmite a Crónica TV                                  | 576i SD    | -TX Liecom de 1200 watts.       | -Transmitiendo en alta potencia. -Operado por Universidad Nacional del Chaco Austral | -Presidencia Roque Sáenz Peña |

#### Provincia de Chubut
| MUX | MUX | Señal             | Programación | Resolución | Transmisor         | Situación                                            | Ubicación |
| --- | --- | ----------------- | ------------ | ---------- | ------------------ | ---------------------------------------------------- | --------- |
| 27  | 1   | Canal 7 de Rawson | Generalista  | 576i SD    | -TX NEC de 1.0 kW. | -Transmitiendo en alta potencia. -Operado por ARSAT. | -Rawson   |

#### Provincia de Córdoba
| MUX | MUX | Señal                       | Programación                                   | Resolución   | Transmisor                                      | Situación                                                                   | Ubicación                                             |
| --- | --- | --------------------------- | ---------------------------------------------- | ------------ | ----------------------------------------------- | --------------------------------------------------------------------------- | ----------------------------------------------------- |
| 14  | 1   | Hipódromo de Villa María.   | Turf                                           | 1080i HD     | -TX SpeedBroadcast de 0.02 kW. aproximadamente  | -Transmite en muy baja potencia. -Emite sólo los días de actividad.         | -Operado por Unión de Trabajadores del Turf y Afines. |
| 19  | 1   | Proa Centro TV              | Comunitario                                    | 720p HD      | -TX Screen Service 150W.                        | -Transmitiendo en baja potencia. -Operado por Proa Centro Asociación Civil. | Villa Cura Brochero, Pcia de Córdoba.                 |
| 21  | 2   | Canal 7 Córdoba             | Variedades                                     | 720p HD      | -TX Liecom de 100 watts.                        | -Transmitiendo en baja potencia. -Operado por Grupo Megared.                | Ciudad de Córdoba.                                    |
| 27  | 1   | El Doce                     | Generalista                                    | 1080i HD     | -TX GatesAir Maxiva ULXTE de 10000 watts.       | -Transmitiendo en alta potencia. -Operado por TeleCor S.A.C.I.              | -Cdad. de Córdoba                                     |
| 27  | 31  | El Doce Móvil               | Generalista                                    | Móvil        | -TX GatesAir Maxiva ULXTE de 10000 watts.       | -Transmitiendo en alta potencia. -Operado por TeleCor S.A.C.I.              | -Cdad. de Córdoba                                     |
| 29  | 1   | Telefe Córdoba              | Generalista                                    | 1080i HD     | -TX Edinec de 1000 watts. -TX NEC de 1000 watts | -Transmitiendo en alta potencia. -Tranmite en red SFN. -Operado por ARSAT.  | -Cdad. de Córdoba -Cerro Mogote, Córdoba              |
| 29  | 2   | Radio María TV              | Religioso                                      | 576i SD      | -TX Edinec de 1000 watts. -TX NEC de 1000 watts | -Transmitiendo en alta potencia. -Tranmite en red SFN. -Operado por ARSAT.  | -Cdad. de Córdoba -Cerro Mogote, Córdoba              |
| 29  | 31  | Telefe Córdoba              | Generalista                                    | Móvil        | -TX Edinec de 1000 watts. -TX NEC de 1000 watts | -Transmitiendo en alta potencia. -Tranmite en red SFN. -Operado por ARSAT.  | -Cdad. de Córdoba -Cerro Mogote, Córdoba              |
| 29  | 1   | Canal 13 de Río Cuarto      | Generalista                                    | 1080i HD     | -TX Ditel de 2.4 kW.                            | -Transmitiendo en alta potencia. -Operado por Imperio Televisión.           | -Río Cuarto                                           |
| 30  | 1   | Canal 10 de Córdoba         | Generalista                                    | 1080i HD     | -TX Edinec de 1.2 kW.                           | -Transmitiendo en alta potencia. -Operado por Multimedio SRT yARSAT.        | -Cdad. de Córdoba                                     |
| 30  | 2   | Canal U                     | Universitario                                  | 1080i HD     | -TX Edinec de 1.2 kW.                           | -Transmitiendo en alta potencia. -Operado por Multimedio SRT yARSAT.        | -Cdad. de Córdoba                                     |
| 30  | 31  | Canal 10 de Córdoba (Móvil) | Generalista                                    | Móvil        | -TX Edinec de 1.2 kW.                           | -Transmitiendo en alta potencia. -Operado por Multimedio SRT yARSAT.        | -Cdad. de Córdoba                                     |
| 31  | 1   | Unirio                      | Universitario                                  | 1080i HD     |                                                 | -Transmitiendo en alta potencia. -Operado por UNRC                          | -Río Cuarto                                           |
| 32  | 1   | Alegría HD                  | Comunitario                                    | 1080i HD     | -TX Linear de 50 watts.                         | -Transmitiendo en baja potencia. -Operado por FM Alegría.                   | -Bell Ville.                                          |
| 33  | 1   | Canal 33 Aire Cosquín       | Comunitario                                    | 1080i HD     | -TX Broadcast Concepts de 200 watts.            | -Transmitiendo en baja potencia. -Operado por CG Prodicciones.              | -Cosquin.                                             |
| 33  | 1   | NTC HD                      | Religioso (Retransmite la señal de Enlace TV). | 720p HD      | -TX desconocido.                                | -Transmitiendo en baja potencia. -Operado por Iglesia Nuevo Tiempo.         | Ciudad de Córdoba.                                    |
| 34  | 1   | UniTEVE                     | Universitario                                  | 1080i HD     | -TX NEC de 1.0 kW.                              | -Transmitiendo en alta potencia. -Operado por ARSAT.                        | -Villa María                                          |
| 35  | 1   | Quattro TV                  | Solo portadora                                 | A determinar | -TX a determinar.                               | -Transmitiendo en alta potencia. -Operado por Pensado Para Comunicar        | -Cdad. de Río Cuarto.                                 |
| 35  | 2   | PPC HD                      | Solo portadora                                 | A determinar | -TX a determinar.                               | -Transmitiendo en alta potencia. -Operado por Pensado Para Comunicar        | -Cdad. de Río Cuarto.                                 |
| 42  | 1   | Latina TV                   | Cine y variedades                              | 720p HD      | -TX desconocido de 0.15 kW. aprox.              | -Transmitiendo en baja potencia. -Operado por Latina FM                     | -Cdad. de Córdoba                                     |

#### Provincia de Corrientes
| MUX | MUX | Señal             | Programación | Resolución | Transmisor           | Situación                                                             | Ubicación                |
| --- | --- | ----------------- | ------------ | ---------- | -------------------- | --------------------------------------------------------------------- | ------------------------ |
| 31  | 1   | 13 Max Televisión | Generalista  | 1080i HD   | -TX Ditel de 0.7 kW. | -Transmitiendo en media potencia. -Operado por Río Paraná Televisión. | -Cdad. de Corrientes     |
| 34  | 1   | AVC HD            | Generalista  | 1080i HD   | -TX desconocido.     | -Transmitiendo en media potencia. -Operado por Canal 2 AVC.           | -Cdad. de Monte Caseros. |

#### Provincia de Entre Ríos
| MUX | MUX | Señal                 | Programación                           | Resolución | Transmisor                                  | Situación                                                                           | Ubicación           |
| --- | --- | --------------------- | -------------------------------------- | ---------- | ------------------------------------------- | ----------------------------------------------------------------------------------- | ------------------- |
| 16  | 1   | Tele5 Digital HD      | Variedades                             | 1080i HD   | -TX desconocido de 1.0 kW aprox.            | -Transmitiendo en media potencia. -Operado por Coop Trabajadores de Prensa.         | -Concordia          |
| 18  | 1   | María Concordia       | Religioso                              | 720p HD    | -TX Screen Service 150W.                    | -Transmitiendo en baja potencia. -Operado por Fundación María de la Concordia.      | -Concordia          |
| 18  | 1   | Canal 6 Entre Ríos TV | Generalista                            | 1080i HD   | -TX Liecom de 1.8 kW. -TX Liecom de 1.8 kW. | -Transmitiendo en alta potencia. -Emite en red SFN. -Operado por Canal 6 de Crespo. | -Crespo. -Parana.   |
| 18  | 2   | FM Universo TV        | Retrasmite a LRM 777 FM Universo 105.5 | 1080i HD   | -TX Liecom de 1.8 kW. -TX Liecom de 1.8 kW. | -Transmitiendo en alta potencia. -Emite en red SFN. -Operado por Canal 6 de Crespo. | -Crespo. -Parana.   |
| 18  | 3   | FM Pasión TV          | Retrasmite a LRM 779 FM Pasión 103.9   | 1080i HD   | -TX Liecom de 1.8 kW. -TX Liecom de 1.8 kW. | -Transmitiendo en alta potencia. -Emite en red SFN. -Operado por Canal 6 de Crespo. | -Crespo. -Parana.   |
| 19  | 1   | Speed movie           | Cine                                   | 720p HD    | -TX SpeedBroadcast de 300 watts.            | -Transmitiendo en media potencia. -Operado por Speed TV.                            | -Concordia          |
| 20  | 1   | Canal 7 (Neuquén)     | Generalista                            | 1080i HD   | -TX Liecom de 0.4 kW.                       | -Transmitiendo en media potencia. -Operado por Municipalidad de Concordia.          | -Concordia          |
| 20  | 2   | Televisión Pública HD | Generalista                            | 1080i HD   | -TX Liecom de 0.4 kW.                       | -Transmitiendo en media potencia. -Operado por Municipalidad de Concordia.          | -Concordia          |
| 20  | 3   | Electrotecnia         | Educativo                              | 1080i HD   | -TX Liecom de 0.4 kW.                       | -Transmitiendo en media potencia. -Operado por Municipalidad de Concordia.          | -Concordia          |
| 20  | 4   | RTN Neuquén           | Variedades                             | 1080i HD   | -TX Liecom de 0.4 kW.                       | -Transmitiendo en media potencia. -Operado por Municipalidad de Concordia.          | -Concordia          |
| 30  | 1   | Canal 5 CMM           | Variedades                             | 1080i HD   | -TX Screen Service 100W.                    | -Transmitiendo en baja potencia. -Operado por Cadena de Multimedios Metropolitana.  | Colonia Avellaneda. |
| 33  | 1   | Airevisión HD         | Variedades                             | 1080i HD   | -TX Linear de 30 watts.                     | -Transmitiendo en baja potencia. -Operado por Canal 4 Airevision.                   | -San Benito         |
| 36  | 1   | El Once HD            | Generalista                            | 1080i HD   | -TX Liecom de 0.7 kW aprox.                 | -Transmitiendo en alta potencia. -Operado por Canal Once de Paraná.                 | -Paraná             |

#### Provincia de Formosa
| MUX | MUX | Señal              | Programación | Resolución | Transmisor                            | Situación                                                            | Ubicación                |
| --- | --- | ------------------ | ------------ | ---------- | ------------------------------------- | -------------------------------------------------------------------- | ------------------------ |
| 27  | 2   | Iru TV             | Variedades   | 1080i HD   | -TX desconocido de 0.08 kW aprox.     | -Transmitiendo en baja potencia. -Operado por Iru TV.                | -Cdad. de Formosa        |
| 29  | 1   | Lapacho TV         | Generalista  | 1080i HD   | -TX NEC de 1.0 kW.                    | -Transmitiendo en alta potencia. -Operado por ARSAT.                 | -Cdad. de Formosa        |
| 29  | 31  | Lapacho TV (Móvil) | Generalista  | Móvil      | -TX NEC de 1.0 kW.                    | -Transmitiendo en alta potencia. -Operado por ARSAT.                 | -Cdad. de Formosa        |
| 33  | 1   | Lapacho TV         | Generalista  | 1080i HD   | -TX NEC de 0.5 kW. -TX NEC de 1.0 kW. | -Transmitiendo en alta potencia. -Emite red SFN. -Operado por ARSAT. | -Clorinda -Laguna Blanca |
| 33  | 31  | Lapacho TV (Móvil) | Generalista  | Móvil      | -TX NEC de 0.5 kW. -TX NEC de 1.0 kW. | -Transmitiendo en alta potencia. -Emite red SFN. -Operado por ARSAT. | -Clorinda -Laguna Blanca |

#### Provincia de Jujuy
| MUX | MUX | Señal                    | Programación | Resolución | Transmisor              | Situación                                                            | Ubicación              |
| --- | --- | ------------------------ | ------------ | ---------- | ----------------------- | -------------------------------------------------------------------- | ---------------------- |
| 36  | 1   | Canal 7 de Jujuy HD      | Generalista  | 1080i HD   | -TX GatesAir de 1.0 kW. | -Transmitiendo en alta potencia. -Operado por Radiovisión Jujuy S.A. | -San Salvador de Jujuy |
| 36  | 31  | Canal 7 de Jujuy (Móvil) | Generalista  | Móvil      | -TX GatesAir de 1.0 kW. | -Transmitiendo en alta potencia. -Operado por Radiovisión Jujuy S.A. | -San Salvador de Jujuy |

#### Provincia de La Pampa
| MUX | MUX | Señal                               | Programación | Resolución | Transmisor         | Situación                                            | Ubicación   |
| --- | --- | ----------------------------------- | ------------ | ---------- | ------------------ | ---------------------------------------------------- | ----------- |
| 30  | 1   | Televisión Pública Pampeana         | Generalista  | 1080i HD   | -TX NEC de 1.0 kW. | -Transmitiendo en alta potencia. -Operado por ARSAT. | -Santa Rosa |
| 30  | 31  | Televisión Pública Pampeana (Móvil) | Generalista  | Móvil      | -TX NEC de 1.0 kW. | -Transmitiendo en alta potencia. -Operado por ARSAT. | -Santa Rosa |

#### Provincia de La Rioja
| MUX | MUX | Señal                       | Programación | Resolución | Transmisor              | Situación                         | Ubicación          |
| --- | --- | --------------------------- | ------------ | ---------- | ----------------------- | --------------------------------- | ------------------ |
| 29  | 1   | Canal 9 de La Rioja         | Generalista  | 1080i HD   | -TX GatesAir de 1.0 kW. | Alta potencia. Operado por ARSAT. | -Cdad. de La Rioja |
| 29  | 31  | Canal 9 de La Rioja (Móvil) | Generalista  | Móvil      | -TX GatesAir de 1.0 kW. | Alta potencia. Operado por ARSAT. | -Cdad. de La Rioja |

#### Provincia de Mendoza
| MUX | MUX | Señal              | Programación                    | Resolución | Transmisor                                  | Situación                                                                   | Ubicación                                      |
| --- | --- | ------------------ | ------------------------------- | ---------- | ------------------------------------------- | --------------------------------------------------------------------------- | ---------------------------------------------- |
| 18  | 1   | Airevisión Alvear  | Variedades                      | 576i SD    | -TX MZ Telecomunicaciones de 0.02 kW aprox. | -Transmitiendo en baja potencia. -Operado por Airevisión General Alvear.    | -General Alvear                                |
| 18  | 2   | Alvear Digital     | Noticias                        | 576i SD    | -TX MZ Telecomunicaciones de 0.02 kW aprox. | -Transmitiendo en baja potencia. -Operado por Airevisión General Alvear.    | -General Alvear                                |
| 18  | 1   | Canal Tres HD      | Generalista                     | 576i SD    | -TX Liecom de 800 watts.                    | -Transmitiendo en alta potencia. -Operado por Canal Tres San Martín.        | -San Martín, Mendoza.                          |
| 19  | 1   | Kingdom TV         | Religioso                       | 1080i HD   | -TX Screen Service 150W.                    | -Transmitiendo en baja potencia. -Operado por Fm Shalom 107.1               | -Ciudad de Mendoza.                            |
| 19  | 2   | Tveo Mendoza       | Variedades                      | 1080i HD   | -TX Screen Service 150W.                    | -Transmitiendo en baja potencia. -Operado por Fm Shalom 107.1               | -Ciudad de Mendoza.                            |
| 21  | 1   | JTA TV             | Religioso                       | 1080i HD   | -TX Gates Airs Flexiva de 1000 Watts.       | -Transmisión de alta potencia. -Operado por Jesús te ama.                   | -Ciudad de Mendoza.                            |
| 27  | 1   | Plenitud TV        | Religioso                       | 576i SD    | -TX desconocido 150W.                       | -Transmisión de baja potencia. -Operado por Canal 27 Plenitud TV            | -General Alvear.                               |
| 28  | 1   | Televida HD        | Generalista                     | 1080i HD   | -TX Mier de 1.0 kW.                         | -Transmitiendo en alta potencia. -Operado por Cuyo Televisión S.A.          | -Ciudad de Mendoza.                            |
| 28  | 31  | Televida (Móvil)   | Generalista                     | Móvil      | -TX Mier de 1.0 kW.                         | -Transmitiendo en alta potencia. -Operado por Cuyo Televisión S.A.          | -Ciudad de Mendoza.                            |
| 29  | 1   | Acequia TV         | Generalista                     | 1080i HD   | -TX NEC de 1.0 kW.                          | -Transmitiendo en alta potencia. -Operado por ARSAT.                        | -San José - Guaymallen.                        |
| 29  | 31  | Acequia TV (Móvil) | Generalista                     | Móvil      | -TX NEC de 1.0 kW.                          | -Transmitiendo en alta potencia. -Operado por ARSAT.                        | -San José - Guaymallen.                        |
| 30  | 1   | Señal U            | Universitario                   | 1080i HD   | -TX Ditel de 1.2 kW.                        | -Transmitiendo en alta potencia. -Operado por Universidad Nacional de Cuyo. | -Parque General San Martin, Ciudad de Mendoza. |
| 31  | 1   | El Siete HD        | Generalista                     | 1080i HD   | -TX desconocido de 1.0 kW aprox.            | -Transmitiendo en alta potencia. -Operado por Grupo América.                | -Las Heras                                     |
| 31  | 2   | A24                | Noticias                        | 576i SD    | -TX desconocido de 1.0 kW aprox.            | -Transmitiendo en alta potencia. -Operado por Grupo América.                | -Las Heras                                     |
| 32  | 2   | TV-201             | Retransmite a Canal 13 Sapiens. | 1080i HD   | -TX desconocido                             | -Transmitiendo en alta potencia. -Operado por Fundación Sapienso.           | -Ciudad de Mendoza.                            |
| 32  | 3   | TV-202             | Señal de ajuste                 | 1080i HD   | -TX desconocido                             | -Transmitiendo en alta potencia. -Operado por Fundación Sapienso.           | -Ciudad de Mendoza.                            |
| 33  | 1   | Latina TV          | Variedades                      | 576i SD    | -TX desconocido de 0.15 kW aprox.           | -Transmitiendo en baja potencia. -Operado por FM Cumbre 105.1               | -El Challao - Las Heras                        |
| 34  | 1   | Giramundo TV       | Comunitario                     | 720p HD    | -TX desconocido de 0.15 kW aprox.           | -Transmitiendo en baja potencia. -Operado por Giramundo TV                  | -San José - Guaymallén                         |
| 35  | 1   | Zafiro HD          | Sin servicio                    | 1080p HD   | -TX desconocido de 0.15 kW aprox.           | -Transmitiendo en baja potencia. -Operado por Zafiro Multimedios.           | -Godoy Cruz                                    |
| 35  | 2   | Zafiro Plus HD     | Musical                         | 1080p HD   | -TX desconocido de 0.15 kW aprox.           | -Transmitiendo en baja potencia. -Operado por Zafiro Multimedios.           | -Godoy Cruz                                    |
| 35  | 3   | Mendoza Deportes   | Deportes extremos               | 1080p HD   | -TX desconocido de 0.15 kW aprox.           | -Transmitiendo en baja potencia. -Operado por Zafiro Multimedios.           | -Godoy Cruz                                    |
| 36  | 1   | Coope TV HD        | Musical                         | 1080p HD   | -TX desconocido de 0.15 kW aprox.           | -Transmitiendo en baja potencia. -Operado por La Cooperativa.               | -Godoy Cruz                                    |
| 36  | 2   | CNN TV HD          | Religioso                       | 1080p HD   | -TX desconocido de 0.15 kW aprox.           | -Transmitiendo en baja potencia. -Operado por La Cooperativa.               | -Godoy Cruz                                    |
| 36  | 3   | Zafiro HD          | Variedades                      | 1080p HD   | -TX desconocido de 0.15 kW aprox.           | -Transmitiendo en baja potencia. -Operado por La Cooperativa.               | -Godoy Cruz                                    |
| 45  | 1   | HD Service 1       | Sin servicio.                   | 1080i HD   | -TX desconocido                             | -Transmitiendo en alta potencia. -Operado por Cuyo Servicom S.A.            | -Ciudad de Mendoza.                            |
| 45  | 2   | SD Service 1       | Sin servicio                    | 576i SD    | -TX desconocido                             | -Transmitiendo en alta potencia. -Operado por Cuyo Servicom S.A.            | -Ciudad de Mendoza.                            |
| 46  | 1   | HD Service 2       | Sin servicio.                   | 1080i HD   | -TX desconocido                             | -Transmitiendo en alta potencia. -Operado por Cuyo Servicom S.A.            | -Ciudad de Mendoza.                            |
| 46  | 2   | SD Service 2       | Sin servicio                    | 576i SD    | -TX desconocido                             | -Transmitiendo en alta potencia. -Operado por Cuyo Servicom S.A.            | -Ciudad de Mendoza.                            |
| 47  | 1   | HD Service 3       | Sin servicio.                   | 1080i HD   | -TX desconocido                             | -Transmitiendo en alta potencia. -Operado por Cuyo Servicom S.A.            | -Ciudad de Mendoza.                            |
| 47  | 2   | SD Service 3       | Sin servicio                    | 576i SD    | -TX desconocido                             | -Transmitiendo en alta potencia. -Operado por Cuyo Servicom S.A.            | -Ciudad de Mendoza.                            |
| 48  | 1   | HD Service 4       | Sin servicio.                   | 1080i HD   | -TX desconocido                             | -Transmitiendo en alta potencia. -Operado por Cuyo Servicom S.A.            | -Ciudad de Mendoza.                            |
| 48  | 2   | SD Service 4       | Sin servicio                    | 576i SD    | -TX desconocido                             | -Transmitiendo en alta potencia. -Operado por Cuyo Servicom S.A.            | -Ciudad de Mendoza.                            |
| 49  | 1   | HD Service 5       | Sin servicio.                   | 1080i HD   | -TX desconocido                             | -Transmitiendo en alta potencia. -Operado por Cuyo Servicom S.A.            | -Ciudad de Mendoza.                            |
| 49  | 2   | SD Service 5       | Sin servicio                    | 576i SD    | -TX desconocido                             | -Transmitiendo en alta potencia. -Operado por Cuyo Servicom S.A.            | -Ciudad de Mendoza.                            |
| 50  | 1   | HD Service 6       | Sin servicio.                   | 1080i HD   | -TX desconocido                             | -Transmitiendo en alta potencia. -Operado por Cuyo Servicom S.A.            | -Ciudad de Mendoza.                            |
| 50  | 2   | SD Service 6       | Sin servicio                    | 576i SD    | -TX desconocido                             | -Transmitiendo en alta potencia. -Operado por Cuyo Servicom S.A.            | -Ciudad de Mendoza.                            |

#### Provincia de Misiones
| MUX | MUX | Señal                    | Programación | Resolución | Transmisor                            | Situación                                                          | Ubicación                       |
| --- | --- | ------------------------ | ------------ | ---------- | ------------------------------------- | ------------------------------------------------------------------ | ------------------------------- |
| 19  | 1   | Canal 2 Misiones HD      | Generalista  | 1080i HD   | -TX desconocido de 1000 watts aprox.. | -Transmitiendo en alta potencia. -Operado por Canal 2 de Misiones. | -Cdad. De Obera.                |
| 19  | 1   | Canal 2 Misiones HD      | Generalista  | 1080i HD   | -TX desconocido de 1000 watts aprox.  | -Transmitiendo en alta potencia. -Operado por Canal 2 de Misiones. | -Cdad. De Puerto Iguazú.        |
| 32  | 1   | Canal 2 Misiones HD      | Generalista  | 1080i HD   | -TX desconocido de 1000 watts aprox.  | -Transmitiendo en alta potencia. -Operado por Canal 2 de Misiones. | -Cdad. De El Dorado.            |
| 32  | 1   | Canal 2 Misiones HD      | Generalista  | 1080i HD   | -TX desconocido de 1000 watts aprox.  | -Transmitiendo en alta potencia. -Operado por Canal 2 de Misiones. | -Cdad. De Comandante Andresito. |
| 34  | 1   | Canal 2 Misiones HD      | Generalista  | 1080i HD   | -TX desconocido de 1000 watts aprox.  | -Transmitiendo en alta potencia. -Operado por Canal 2 de Misiones. | -Cdad. De Bernardo de Irigoyen. |
| 35  | 1   | Canal 2 Misiones HD      | Generalista  | 1080i HD   | -TX desconocido de 1.0 kW. Aprox.     | -Transmitiendo en alta potencia. -Operado por Canal 2 de Misiones. | -Cdad.de Posadas.               |
| 35  | 2   | Orbe 21                  | Religioso    | 576i SD    | -TX desconocido de 1.0 kW. Aprox.     | -Transmitiendo en alta potencia. -Operado por Canal 2 de Misiones. | -Cdad.de Posadas.               |
| 36  | 1   | El Doce Misiones HD      | Generalista  | 1080i HD   | -TX NEC de 1.0 kW.                    | -Transmitiendo en alta potencia. -Operado por ARSAT.               | -Posadas                        |
| 36  | 31  | El Doce Misiones (Móvil) | Generalista  | Móvil      | -TX NEC de 1.0 kW.                    | -Transmitiendo en alta potencia. -Operado por ARSAT.               | -Posadas                        |

#### Provincia de Neuquén
| MUX | MUX | Señal  | Programación        | Resolución | Transmisor             | Situación                                            | Ubicación          |
| --- | --- | ------ | ------------------- | ---------- | ---------------------- | ---------------------------------------------------- | ------------------ |
| 26  | 1   | RTN HD | Generalista público | 1080i HD   | -TX NEC de 1000 watts. | -Transmitiendo en alta potencia. -Operado por ARSAT. | -Cdad. De Neuquén. |

#### Provincia de Río Negro
| MUX | MUX | Señal      | Programación | Resolución | Transmisor              | Situación                                                               | Ubicación                |
| --- | --- | ---------- | ------------ | ---------- | ----------------------- | ----------------------------------------------------------------------- | ------------------------ |
| 27  | 1   | El Seis HD | Generalista  | 1080i HD   | -TX Ditel 0.5 kW aprox. | Transmitiendo en media potencia. -Operado por Bariloche Televisión S.A. | -San Carlos de Bariloche |
| 31  | 1   | EN TV      | Comunitario  | 720p HD    | -TX Liecom de 0.15 kW.  | -Transmitiendo en baja potencia. -Operado por FM Encuentro.             | -Viedma                  |

#### Provincia de Salta
| MUX | MUX | Señal               | Programación                                     | Resolución | Transmisor                                                       | Situación                                                           | Ubicación           |
| --- | --- | ------------------- | ------------------------------------------------ | ---------- | ---------------------------------------------------------------- | ------------------------------------------------------------------- | ------------------- |
| 19  | 1   | Saravia TV          | Retransmite a Multivisión Federal.               | 1080i HD   | -TX SpeedBroadcast modificado por HP Comunicaciones de 10 watts. | -Transmitiendo en baja potencia. -Operado por W.A. Multimedios      | -Apolinario Saravia |
| 19  | 2   | W.A. TV             | Retransmite a Canal 10 de Salta, GenTV y Neo TV. | 1080i HD   | -TX SpeedBroadcast modificado por HP Comunicaciones de 10 watts. | -Transmitiendo en baja potencia. -Operado por W.A. Multimedios      | -Apolinario Saravia |
| 28  | 1   | Canal 7 TV HD       | Variedades                                       | 1080i HD   | -TX desconocido de 0.1 kW aprox.                                 | -Transmitiendo en baja potencia. -Operado por FM Rosario 88.5.      | -Rosario de Lerma   |
| 30  | 1   | Rosario Digital HD  | Variedades                                       | 1080i HD   | -TX desconocido de 0.1 kW aprox.                                 | -Transmitiendo en baja potencia. -Operado por FM Auténtica 95.9.    | -Rosario de Lerma   |
| 35  | 1   | Multivisión Federal | Generalista                                      | 720p HD    | -TX desconocido de 1.0 kW aprox.                                 | -Transmitiendo en media potencia. -Operado por Multivisión Federal. | -Cdad. de Salta     |
| 35  | 2   | Canal 10 Salta      | Generalista                                      | 576i SD    | -TX desconocido de 1.0 kW aprox.                                 | -Transmitiendo en media potencia. -Operado por Multivisión Federal. | -Cdad. de Salta     |

#### Provincia de San Juan
| MUX | MUX | Señal                   | Programación                       | Resolución | Transmisor                     | Situación                                                                      | Ubicación            |
| --- | --- | ----------------------- | ---------------------------------- | ---------- | ------------------------------ | ------------------------------------------------------------------------------ | -------------------- |
| 19  | 1   | Guanaco Play            | Variedades                         | 720p HD    | -TX Liecom de 150 watts.       | -Transmitiendo en baja potencia. -Operado por Diario Huarpe.                   | -San Juan            |
| 19  | 2   | Huarpe TV               | Noticias                           | 720p HD    | -TX Liecom de 150 watts.       | -Transmitiendo en baja potencia. -Operado por Diario Huarpe.                   | -San Juan            |
| 19  | 3   | Chingui Chingui         | Musical                            | 1080i HD   | -TX Liecom de 150 watts.       | -Transmitiendo en baja potencia. -Operado por Diario Huarpe.                   | -San Juan            |
| 19  | 4   | Dynamis TV              | Religioso                          | 1080i HD   | -TX Liecom de 150 watts.       | -Transmitiendo en baja potencia. -Operado por Diario Huarpe.                   | -San Juan            |
| 28  | 1   | Canal 40 HD News        | Noticias                           | 720p HD    | -TX Liecom de 150 watts.       | -Transmitiendo en baja potencia. -Operado por Ismagen TV.                      | -Caucete             |
| 28  | 2   | Canal 40 HD Hits        | Musical                            | 720p HD    | -TX Liecom de 150 watts.       | -Transmitiendo en baja potencia. -Operado por Ismagen TV.                      | -Caucete             |
| 28  | 3   | Canal 40 HD Kids        | Infantil                           | 1080i HD   | -TX Liecom de 150 watts.       | -Transmitiendo en baja potencia. -Operado por Ismagen TV.                      | -Caucete             |
| 28  | 4   | Canal 40 HD Plus        | Variedades                         | 1080i HD   | -TX Liecom de 150 watts.       | -Transmitiendo en baja potencia. -Operado por Ismagen TV.                      | -Caucete             |
| 29  | 1   | Blu HD                  | Música                             | 1080i HD   | -TX desconocido de 1000 watts. | -Transmitiendo en media potencia. -Operado por FM Blu 99.5.                    | -Cdad. San Juan.     |
| 29  | 2   | Blu Music               | Musical                            | 720p HD    | -TX desconocido de 1000 watts. | -Transmitiendo en media potencia. -Operado por FM Blu 99.5.                    | -Cdad. San Juan.     |
| 29  | 3   | Blu Cine                | Cine                               | 720p HD    | -TX desconocido de 1000 watts. | -Transmitiendo en media potencia. -Operado por FM Blu 99.5.                    | -Cdad. San Juan.     |
| 29  | 4   | OneRadio TV             | Musical                            | 720p HD    | -TX desconocido de 1000 watts. | -Transmitiendo en media potencia. -Operado por FM Blu 99.5.                    | -Cdad. San Juan.     |
| 30  | 1   | Canal 13 San Juan TV    | Noticias                           | 1080i HD   | -TX desconocido de 1000 watts. | -Transmitiendo en media potencia. -Operado por San Juan Televisión.            | -Cdad. San Juan      |
| 30  | 2   | Deportur                | Deporte y turismo                  | 1080i HD   | -TX desconocido de 1000 watts. | -Transmitiendo en media potencia. -Operado por San Juan Televisión.            | -Cdad. San Juan      |
| 31  | 1   | Canal 8 HD              | Generalista                        | 1080i HD   | -TX desconocido de 1000 watts. | -Transmitiendo en alta potencia. -Operado por Jorge Estornell S.A..            | -Cdad. de San Juan   |
| 31  | 2   | Radio La Red            | Audio radio La Red                 | 576i SD    | -TX desconocido de 1000 watts. | -Transmitiendo en alta potencia. -Operado por Jorge Estornell S.A..            | -Cdad. de San Juan   |
| 31  | 3   | A 24                    | Noticias                           | 576i SD    | -TX desconocido de 1000 watts. | -Transmitiendo en alta potencia. -Operado por Jorge Estornell S.A..            | -Cdad. de San Juan   |
| 31  | 31  | Canal 8 Móvil           | Generalista                        | Móvil      | -TX desconocido de 1000 watts. | -Transmitiendo en alta potencia. -Operado por Jorge Estornell S.A..            | -Cdad. de San Juan   |
| 32  | 2   | Canal 4 de San Juan     | Generalista                        | 720p HD    | -TX Ditel de 1200 watts.       | -Transmitiendo en alta potencia. -Operado por Canal 4 San Juan.                | -Cdad. de San Juan   |
| 33  | 1   | Xama TV HD (Señal UNSJ) | Universitario                      | 1080i HD   | -TX Liecom de 1200 watts.      | -Transmitiendo en alta potencia. -Operado por Universidad Nacional de San Juan | -Cdad. de Rivadavia. |
| 33  | 2   | Xama TV SD (Señal UNSJ) | Universitario                      | 576i SD    | -TX Liecom de 1200 watts.      | -Transmitiendo en alta potencia. -Operado por Universidad Nacional de San Juan | -Cdad. de Rivadavia. |
| 33  | 3   | SD 2                    | Señal de ajuste                    | 576i SD    | -TX Liecom de 1200 watts.      | -Transmitiendo en alta potencia. -Operado por Universidad Nacional de San Juan | -Cdad. de Rivadavia. |
| 34  | 1   | Canal 34 San Juan       | Generalista                        | 1080i HD   | -TX Edinec de 200 watts.       | -Transmitiendo en baja potencia. -Operado por FM La Paz San Juan.              | -Cdad. de San Juan   |
| 35  | 1   | El Zonda HD             | Generalista                        | 1080i HD   | -TX Liecom de 700 watts.       | Transmitiendo en media potencia. -Operado por Diario El Zonda.                 | -Cdad. de San Juan   |
| 35  | 2   | XTension TV             | Cine y series                      | 1080i HD   | -TX Liecom de 700 watts.       | Transmitiendo en media potencia. -Operado por Diario El Zonda.                 | -Cdad. de San Juan   |
| 35  | 3   | Radio del Sur           | Retransmiten audio de dicha radio. | 1080i HD   | -TX Liecom de 700 watts.       | Transmitiendo en media potencia. -Operado por Diario El Zonda.                 | -Cdad. de San Juan   |
| 35  | 4   | Sport Play              | Deportes                           | 1080i HD   | -TX Liecom de 700 watts.       | Transmitiendo en media potencia. -Operado por Diario El Zonda.                 | -Cdad. de San Juan   |
| 35  | 5   | La Retro Radio          | Retransmiten audio de dicha radio. | 1080i HD   | -TX Liecom de 700 watts.       | Transmitiendo en media potencia. -Operado por Diario El Zonda.                 | -Cdad. de San Juan   |
| 36  | 1   | Telesol HD              | Generalista                        | 1080i HD   | -TX desconocido de 1000 watts. | -Transmitiendo en alta potencia. -Operado por Andina S.A.                      | -Cdad. de San Juan   |
| 36  | 2   | AM 1020 TV              | Musical                            | 1080i HD   | -TX desconocido de 1000 watts. | -Transmitiendo en alta potencia. -Operado por Andina S.A.                      | -Cdad. de San Juan   |
| 36  | 3   | Telesol Más             | Generalista                        | 1080i HD   | -TX desconocido de 1000 watts. | -Transmitiendo en alta potencia. -Operado por Andina S.A.                      | -Cdad. de San Juan   |
| 36  | 4   | Del Sur TV              | Musical                            | 1080i HD   | -TX desconocido de 1000 watts. | -Transmitiendo en alta potencia. -Operado por Andina S.A.                      | -Cdad. de San Juan   |
| 40  | 1   | Aldebarán TV            | Variedades                         | 1080i HD   | -TX desconocido de 80 watts.   | -Transmitiendo en baja potencia. -Operado por Radio 10 FM 98.1 Chimbas         | -Chimbas             |

#### Provincia de San Luis
| MUX | MUX | Señal      | Programación         | Resolución | Transmisor                                                         | Situación                                                                                           | Ubicación |
| --- | --- | ---------- | -------------------- | ---------- | ------------------------------------------------------------------ | --------------------------------------------------------------------------------------------------- | --- |
| 28  | 1   | San Luis + | Retransmite a Telefe | 1080i HD   | -TX Liecom de 1.0 kW. -TX Liecom de 0.5 kW. -TX Liecom de 0.15 kW. | -Transmitiendo en alta, media y baja potencia. -Emite en red SFN. -Operado por San Luis Televisión. | -Cdad. de San Luis -Potrero de los Funes -Concaran -La Toma -La Cumbre -Naschel -Tilisarao -Villa Mercedes -Fortuna -Cerro El Amago -Justo Daract -Merlo |
| 28  | 3   | San Luis + | Contenidos locales   | 1080i HD   | -TX Liecom de 1.0 kW. -TX Liecom de 0.5 kW. -TX Liecom de 0.15 kW. | -Transmitiendo en alta, media y baja potencia. -Emite en red SFN. -Operado por San Luis Televisión. | -Cdad. de San Luis -Potrero de los Funes -Concaran -La Toma -La Cumbre -Naschel -Tilisarao -Villa Mercedes -Fortuna -Cerro El Amago -Justo Daract -Merlo |

#### Provincia de Santa Cruz
| MUX | MUX | Señal                   | Programación | Resolución | Transmisor          | Situación                                             | Ubicación      |
| --- | --- | ----------------------- | ------------ | ---------- | ------------------- | ----------------------------------------------------- | -------------- |
| 23  | 3   | Canal 9 de Río Gallegos | Generalista  | 576i SD    | -TX Mier de 0.3 kW. | -Transmitiendo en media potencia. -Operado por ARSAT. | -Río Turbio    |
| 30  | 1   | Canal 9 de Río Gallegos | Generalista  | 576i SD    | -TX NEC de 1kW      | -Transmitiendo en alta potencia -Operado por ARSAT    | -Caleta Olivia |
| 30  | 2   | Canal 9 de Río Gallegos | Generalista  | 1080i HD   | -TX NEC de 1 kW.    | -Transmitiendo en alta potencia. -Operado por ARSAT.  | -Río Gallegos  |

#### Provincia de Santa Fe
| MUX | MUX | Señal                  | Programación        | Resolución | Transmisor                          | Situación | Ubicación   |
| --- | --- | ---------------------- | ------------------- | ---------- | ----------------------------------- | --- | ----------- |
| 18  | 1   | Club San Jorge TV      | Automovilismo       | 1080i HD   | -TX SpeedBroadcast de 0.002 kW.     | -Transmite en muy baja potencia. -Emite sólo los días de actividad. -Operado por Autódromo Parque de la Velocidad, del Club Atlético San Jorge. | -San Jorge. |
| 20  | 1   | Canal 20 HD            | Comunitario         | 1080i HD   | -TX Liecom de 0.25 kW.              | -Transmitiendo en media potencia. -Operado por Canal 20 TV..                                                                                    | -Ceres.     |
| 30  | 1   | Telefe Santa Fe HD     | Generalista         | 1080i HD   | -TX NEC de 1000 Watts.              | -Transmitiendo en alta potencia. -Operado por ARSAT                                                                                             | -Santo Tomé |
| 30  | 2   | RTS Santa Fe HD        | Generalista público | 1080i HD   | -TX NEC de 1000 Watts.              | -Transmitiendo en alta potencia. -Operado por ARSAT                                                                                             | -Santo Tomé |
| 31  | 1   | Radio Rafaela TV       | Variedades          | 1080i HD   | -TX desconocido de 70 watts aprox.  | -Transmitiendo en baja potencia. -Operado por Multimedio Rafaela                                                                                | -Rafaela.   |
| 32  | 1   | Litus TV               | Universitario       | 1080i HD   | -TX NEC de 1.0 kW.                  | -Transmitiendo en alta potencia. -Operado por ARSAT.                                                                                            | -Santo Tomé |
| 32  | 1   | El Tres HD             | Generalista         | 1080i HD   | -TX Ditel de 1.2 kW.                | -Transmitiendo en alta potencia. -Operado por Televisión Litoral S.A.                                                                           | -Rosario    |
| 32  | 31  | El Tres (Móvil)        | Generalista         | Móvil      | -TX Ditel de 1.2 kW.                | -Transmitiendo en alta potencia. -Operado por Televisión Litoral S.A.                                                                           | -Rosario    |
| 33  | 1   | Ingenio Radio Imagen   | Comunitario         | 720p HD    | -TX desconocido de 70 watts aproxi. | -Transmitiendo en baja potencia. -Operado por Ingenio FM 99.9                                                                                   | -Sunchales. |
| 36  | 1   | Telefe Rosario HD      | Generalista         | 1080i HD   | -TX desconocido de 1000 watts.      | -Transmitiendo en alta potencia. -Operado por Grupo Telefe.                                                                                     | -Rosario    |
| 36  | 2   | Telefe Rosario SD      | Generalista         | 576i SD    | -TX desconocido de 1000 watts.      | -Transmitiendo en alta potencia. -Operado por Grupo Telefe.                                                                                     | -Rosario    |
| 36  | 31  | Telefe Rosario (Móvil) | Generalista         | Móvil      | -TX desconocido de 1000 watts.      | -Transmitiendo en alta potencia. -Operado por Grupo Telefe.                                                                                     | -Rosario    |
| 36  | 1   | Vive TV                | Comunitario         | 720p HD    | -TX Liecom de 70 watts.             | -Transmitiendo en baja potencia. -Operado por Canal 10 de Funes.                                                                                | -Funes.     |

#### Provincia de Santiago del Estero
| MUX | MUX | Señal                               | Programación | Resolución | Transmisor           | Situación                                                 | Ubicación                     |
| --- | --- | ----------------------------------- | ------------ | ---------- | -------------------- | --------------------------------------------------------- | ----------------------------- |
| 42  | 1   | Canal 7 Santiago del Estero HD      | Generalista  | 1080i HD   | -TX Ditel de 2.4 kW. | -Transmitiendo en alta potencia. -Operado por CAS TV S.A. | -Cdad. de Santiago del Estero |
| 42  | 2   | Canal 7 Santiago del Estero SD      | Generalista  | 576i SD    | -TX Ditel de 2.4 kW. | -Transmitiendo en alta potencia. -Operado por CAS TV S.A. | -Cdad. de Santiago del Estero |
| 42  | 31  | Canal 7 Santiago del Estero (Móvil) | Generalista  | Móvil      | -TX Ditel de 2.4 kW. | -Transmitiendo en alta potencia. -Operado por CAS TV S.A. | -Cdad. de Santiago del Estero |

#### Provincia de Tierra del Fuego, Antártida e Islas del Atlántico Sur
| MUX | MUX | Señal        | Programación | Resolución | Transmisor              | Situación                                            | Ubicación   |
| --- | --- | ------------ | ------------ | ---------- | ----------------------- | ---------------------------------------------------- | ----------- |
| 27  | 1   | TVP Fueguina | Generalista  | 1080i HD   | -TX NEC de 1.0 kW.      | -Transmitiendo en alta potencia. -Operado por ARSAT. | -Ushuaia    |
| 27  | 1   | TVP Fueguina | Generalista  | 1080i HD   | -TX NEC de 0.3 kW.      | -Transmitiendo en alta potencia. -Operado por ARSAT. | -Río Grande |
| 27  | 1   | TVP Fueguina | Generalista  | 1080i HD   | -TX GatesAir de 1.0 kW. | -Transmitiendo en alta potencia. -Operado por ARSAT. | -Tolhuin    |

#### Provincia de Tucumán
| MUX | MUX | Señal              | Programación                                     | Resolución | Transmisor                          | Situación                                                                       | Ubicación                        |
| --- | --- | ------------------ | ------------------------------------------------ | ---------- | ----------------------------------- | ------------------------------------------------------------------------------- | -------------------------------- |
| 15  | 1   | Pank TV            | Variedades                                       | 1080i HD   | -TX HP Comunicaciones de 100 watts. | -Transmitiendo en baja potencia. -Operado por (a confirmar).                    | -San Miguel de Tucumán.          |
| 16  | 2   | Puerta al Cielo HD | Religioso                                        | 720p HD    | -TX HP Comunicaciones de 100 watts. | -Transmitiendo en baja potencia. -Operado por Tucumán Televisión.               | -San Miguel de Tucumán.          |
| 18  | 1   | La Metro HD        | Variedades                                       | 720p HD    | -TX HP Comunicaciones de 300 watts. | -Transmitiendo en media potencia. -Operado por Cadena Metro.                    | -San Miguel de Tucumán           |
| 21  | 1   | El Palomar TV      | Variedades                                       | 1080i HD   | -TX HP Comunicaciones de 300 watts. | -Transmitiendo en media potencia. -Operado por FM El Palomar.                   | -San Miguel de Tucumán           |
| 26  | 1   | Norte TV           | Generalista                                      | 720p HD    | -TX HP Comunicaciones de 300 watts  | -Transmitiendo en media potencia. -Operado por Norte TV.                        | -San Miguel de Tucumán           |
| 26  | 2   | V!VO               | Musical                                          | 720p HD    | -TX HP Comunicaciones de 300 watts  | -Transmitiendo en media potencia. -Operado por Norte TV.                        | -San Miguel de Tucumán           |
| 26  | 3   | Más Noticias       | Noticias locales                                 | 576i SD    | -TX HP Comunicaciones de 300 watts  | -Transmitiendo en media potencia. -Operado por Norte TV.                        | -San Miguel de Tucumán           |
| 26  | 4   | Tucumanos          | Variedades                                       | 576i SD    | -TX HP Comunicaciones de 300 watts  | -Transmitiendo en media potencia. -Operado por Norte TV.                        | -San Miguel de Tucumán           |
| 26  | 5   | Famaillá TV        | Variedades                                       | 576 SD     | -TX HP Comunicaciones de 300 watts  | -Transmitiendo en media potencia. -Operado por Norte TV.                        | -San Miguel de Tucumán           |
| 27  | 1   | Canal 10 (Tucumán) | Generalista                                      | 1080i HD   | -TX HP Comunicaciones de 100 watts. | -Transmitiendo en alta potencia. -Operado por Televisora del Tucumán S.A.P.E.M. | -Cdad. de Tucumán.               |
| 28  | 1   | América Tucumán    | Generalista                                      | 1080i HD   | -TX ONEstastic de 1000 watts.       | -Transmitiendo en alta potencia. -Operado por Grupo América.                    | -San Miguel de Tucumán           |
| 28  | 2   | Prensa Tucumán     | Retransmite temporalmente a A24                  | 720p HD    | -TX ONEstastic de 1000 watts.       | -Transmitiendo en alta potencia. -Operado por Grupo América.                    | -San Miguel de Tucumán           |
| 28  | 3   | Canal 5 HD         | Variedades                                       | 720p HD    | -TX ONEstastic de 1000 watts.       | -Transmitiendo en alta potencia. -Operado por Grupo América.                    | -San Miguel de Tucumán           |
| 29  | 1   | Nuevo Tiempo TV    | Religioso                                        | 1080i HD   | -TX desconocido de 300 watts aprox. | -Transmitiendo en media potencia. -Operado por Iglesia Nuevo Tiempo Tucumán.    | -San Miguel de Tucumán.          |
| 30  | 1   | Dokime HD          | Religioso                                        | 1080i HD   | -TX Liecom de 250 watts.            | -Transmitiendo en media potencia. -Operado por Iglesia Dokime.                  | -Cdad. de San Miguel de Tucumán. |
| 35  | 1   | C5M HD             | Noticias                                         | 1080i HD   | -TX HP Comunicaciones de 300 watts. | -Transmitiendo en media potencia. -Operado por C5M.                             | -Trancas                         |
| 40  | 1   | TV6 Digital        | Retransmite a Cine.AR y emite programas propios. | 1080i HD   | -TX Liecom de 150 watts.            | -Transmitiendo en baja potencia. -Operado por Municipalidad de Trancas.         | -Trancas.                        |
| 40  | 2   | Televisión Pública | Generalista                                      | 576i SD    | -TX Liecom de 150 watts.            | -Transmitiendo en baja potencia. -Operado por Municipalidad de Trancas.         | -Trancas.                        |
| 40  | 3   | Pakapaka           | Infantil                                         | 576i SD    | -TX Liecom de 150 watts.            | -Transmitiendo en baja potencia. -Operado por Municipalidad de Trancas.         | -Trancas.                        |
| 40  | 4   | DeporTV            | Deporte                                          | 576i SD    | -TX Liecom de 150 watts.            | -Transmitiendo en baja potencia. -Operado por Municipalidad de Trancas.         | -Trancas.                        |
| 42  | 1   | MP                 | Variedades                                       | 1080i HD   | -TX HP Comunicaciones de 300 watts. | -Transmitiendo en media potencia. -Operado por C5M.                             | -Trancas                         |

## Ubicación de estaciones transmisoras
La lista va de acuerdo con lo especificado con los datos de ARSAT.
| Provincia                 | Ciudad                                          | Planta transmisora EDT                                            | Transmisor               | Altura mástil | Fecha de inicio de transmisiones |
| ------------------------- | ----------------------------------------------- | ----------------------------------------------------------------- | ------------------------ | ------------- | -------------------------------- |
| Provincia de Buenos Aires | Cañuelas                                        | 35°01′31″S 58°43′58″O / -35.0253889, -58.7327222                  | NEC 1.0 kW. (V)*         | 150,75        | 1 de septiembre de 2010          |
| Provincia de Buenos Aires | Campana                                         | 34°14′14″S 58°57′38″O / -34.2372835, -58.9605959 EDT Campana      | NEC 1.0 kW. (V)*         | 150,75        | 1 de octubre de 2010             |
| Provincia de Buenos Aires | Baradero                                        | 33°47′03″S 59°32′21″O / -33.7841455, -59.5392079EDT Baradero      | NEC 1.0 kW. (V)*         | 150,75        | 1 de octubre de 2010             |
| Provincia de Buenos Aires | Luján                                           | 34°32′58″S 59°09′14″O / -34.5494286, -59.1539167EDT Luján         | NEC 1.0 kW. (V)*         | 150,75        | 1 de octubre de 2010             |
| Provincia de Buenos Aires | La Plata                                        | 34°56′33″S 57°58′37″O / -34.9425766, -57.9769307EDT La Plata      | NEC 1.0 kW. (V)*         | 150,75        | 1 de octubre de 2010             |
| Provincia de Buenos Aires | San Nicolás                                     | 33°20′19″S 60°12′11″O / -33.3387375, -60.2030887EDT San Nicolás   | NEC 1.0 kW. (V)*         | 102,75        | 1 de enero de 2011               |
| Provincia de Buenos Aires | Mar del Plata                                   | 37°53′16″S 57°31′57″O / -37.8877817, -57.5326027EDT Mar del Plata | NEC 1.0 kW. (V)*         | 126,75        | 1 de febrero de 2011             |
| Provincia de Buenos Aires | Dolores                                         | EDT Dolores                                                       | NEC 1.0 kW. (V)*         | 150,75        | 22 de septiembre de 2011         |
| Provincia de Buenos Aires | Coronel Brandsen                                | EDT Coronel Brandsen                                              | NEC 1.0 kW. (V)*         | 150,75        | 6 de enero de 2012               |
| Provincia de Buenos Aires | Coronel Suárez                                  | EDT Coronel Suárez                                                | NEC 1.0 kW. (B)          | 148,90        | 24 de enero de 2012              |
| Provincia de Buenos Aires | Olavarría                                       | EDT Olavarría                                                     | NEC 1.0 kW. (V)          | 149,20        | 26 de enero de 2012              |
| Provincia de Buenos Aires | Chascomús                                       | EDT Chascomús                                                     | NEC 1.0 kW. (B)          | 149,20        | 9 de febrero de 2012             |
| Provincia de Buenos Aires | Pinamar                                         | EDT Pinamar                                                       | NEC 1.0 kW. (B)          | 150,75        | 14 de febrero de 2012            |
| Provincia de Buenos Aires | Pehuajó                                         | EDT Pehuajó                                                       | NEC 0.3 kW. (V)*         | 76,90         | 14 de febrero de 2012            |
| Provincia de Buenos Aires | Tandil                                          | EDT Tandil                                                        | NEC 1.0 kW. (V)          | 64,90         | 14 de febrero de 2012            |
| Provincia de Buenos Aires | Necochea                                        | UTT Necochea                                                      | NEC 0.3 kW. (V)*         | 148,90        | 14 de febrero de 2012            |
| Provincia de Buenos Aires | San Antonio de Areco                            | EDT San Antonio de Areco                                          | Liecom 1.2 kW. (V)*      | 148,90        | 14 de febrero de 2012            |
| Provincia de Buenos Aires | Azul                                            | EDT Azul                                                          | NEC 1.0 kW. (V)          | 121,90        | 29 de marzo de 2012              |
| Provincia de Buenos Aires | Villa Martelli                                  | EDT Villa Martelli                                                | NEC 1.0 kW. (V)*         | 170,00        | 29 de marzo de 2012              |
| Provincia de Buenos Aires | Vieytes                                         | EDT Vieytes                                                       | NEC 1.0 kW. (V)          | 148,90        | 29 de marzo de 2012              |
| Provincia de Buenos Aires | Balcarce                                        | EDT Balcarce                                                      | NEC 1.0 kW. (V)          | 148,90        | 29 de marzo de 2012              |
| Provincia de Buenos Aires | Chacabuco                                       | EDT Chacabuco                                                     | NEC 0.3 kW. (V)*         | 76,90         | 29 de marzo de 2012              |
| Provincia de Buenos Aires | Bahía Blanca                                    | EDT Bahía Blanca                                                  | NEC 1.0 kW. (B)          | 148,90        | 29 de marzo de 2012              |
| Provincia de Buenos Aires | San Carlos de Bolívar                           | UTT San Carlos de Bolívar                                         | Mier 0.3 kW. (B)*        | 70,44         | 29 de marzo de 2012              |
| Provincia de Buenos Aires | La Matanza                                      | EDT La Matanza                                                    | NEC 1.0 kW. (B)*         | 70,90         | 4 de abril de 2012               |
| Provincia de Buenos Aires | Navarro                                         | EDT Navarro                                                       | NEC 1.0 kW. (V)          | 150,75        | 4 de abril de 2012               |
| Provincia de Buenos Aires | San Clemente del Tuyú                           | EDT San Clemente del Tuyú                                         | NEC 1.0 kW. (V)          | 148,90        | 17 de abril de 2012              |
| Provincia de Buenos Aires | Arrecifes                                       | EDT Arrecifes                                                     | NEC 1.0 kW. (B)          | 71,20         | 5 de junio de 2012               |
| Provincia de Buenos Aires | Trenque Lauquen                                 | EDT Trenque Lauquen                                               | NEC 1.0 kW. (V)          | 149,20        | 16 de agosto de 2012             |
| Provincia de Buenos Aires | Las Flores                                      | EDT Las Flores                                                    | NEC 1.0 kW. (B)          | 149,20        | 28 de agosto de 2012             |
| Provincia de Buenos Aires | Chivilcoy                                       | EDT Chivilcoy                                                     | NEC 0.5 kW.(V)*          | 40,90         | 14 de enero de 2013              |
| Provincia de Buenos Aires | San Miguel del Monte                            | EDT San Miguel del Monte                                          | NEC 1.0 kW. (V)          | 148,90        | 16 de enero de 2013              |
| Provincia de Buenos Aires | Los Toldos                                      | EDT Los Toldos                                                    | NEC 0.5 kW. (V)*         | 40,90         | 15 de febrero de 2013            |
| Provincia de Buenos Aires | Vedia                                           | EDT Vedia                                                         | NEC 0.5 kW. (V)*         | 40,90         | 13 de abril de 2013              |
| Provincia de Buenos Aires | 9 de Julio                                      | EDT 9 de Julio                                                    | NEC 0.3 kW. (V)*         | 40,90         | 19 de julio de 2023              |
| Ciudad de Buenos Aires    | Edificio del Ministerio de Obras Públicas (MOP) | EDT Edificio MOP                                                  | NEC 5.0 kW. (V)*         | 155,00        | 21 de abril de 2010              |
| Ciudad de Buenos Aires    | Edificio Alas                                   | EDT Edificio Alas                                                 | NEC 1.0 kW. (V)*         | 137,00*       | 8 de abril de 2011               |
| Catamarca                 | Catamarca                                       | EDT Catamarca                                                     | NEC 0.5 kW. (B)*         | 19,50         | 16 de abril de 2012              |
| Chaco                     | Resistencia (Puerto Tirol)                      | EDT Resistencia                                                   | NEC 1.0 kW. (V)*         | 150,75        | 1 de septiembre de 2010          |
| Chaco                     | Villa Ángela                                    | EDT Villa Ángela                                                  | NEC 1.0 kW. (V)          | 76,90         | 14 de febrero de 2012            |
| Chaco                     | R. Sáenz Peña                                   | UTT Sáenz Peña                                                    | NEC 0.3 kW. (B)*         | 90,00         | 18 de febrero de 2018            |
| Chubut                    | Lago Puelo                                      | EDT Lago Puelo                                                    | NEC 1.0 kW. (B)*         | 46,90         | 14 de febrero de 2012            |
| Chubut                    | Esquel                                          | EDT Esquel                                                        | NEC 1.0 kW. (B)          | 39,70         | 14 de febrero de 2012            |
| Chubut                    | Rawson/Trelew                                   | EDT Rawson-Trelew                                                 | NEC 1.0 kW. (B)*         | 148,90        | 29 de marzo de 2012              |
| Chubut                    | Comodoro Rivadavia                              | EDT Comodoro Rivadavia                                            | NEC 1.0 kW. (B)          | 39,30         | 15 de abril de 2013              |
| Córdoba                   | Gran Córdoba (Cerro Mogote)                     | EDT Cerro Mogote                                                  | NEC 1.0 kW. (B)*         | 54,75         | 1 de enero de 2011               |
| Córdoba                   | Villa María                                     | EDT Villa María                                                   | NEC 1.0 kW. (V)          | 150,75        | 1 de mayo de 2011                |
| Córdoba                   | Leones                                          | EDT Leones                                                        | NEC 1.0 kW. (B)          | 77,20         | 14 de diciembre de 2011          |
| Córdoba                   | Río Cuarto                                      | EDT Río Cuarto                                                    | NEC 0.3 kW. (V)*         | 120           | 14 de febrero de 2012            |
| Córdoba                   | Córdoba Capital                                 | EDT Córdoba Capital                                               | Edinec 1.2 kW. (B)*      | 120           | 14 de febrero de 2012            |
| Córdoba                   | Villa Dolores                                   | EDT Villa Dolores                                                 | NEC 1.0 kW. (V)          | 149,20        | 23 de julio de 2012              |
| Córdoba                   | Río Tercero                                     | UTT Río Tercero                                                   | Hitachi 0.3 kW. (B)*     | 386,00        | 18 de febrero de 2018            |
| Córdoba                   | Laboulaye                                       | UTT Laboulaye                                                     | Hitachi 0.3 kW. (B)*     | A confirmar   | 12 de noviembre de 2019          |
| Corrientes                | Santo Tomé                                      | EDT Corrientes                                                    | NEC 1.0 kW. (V)*         | 145,50        | 29 de marzo de 2012              |
| Corrientes                | Ituzaingó                                       | EDT Ituzaingó                                                     | NEC 0.5 kW. (B)*         | 70,45         | 20 de septiembre de 2016         |
| Corrientes                | Monte Caseros                                   | UTT Monte Caseros                                                 | Hitachi de 300 watts (V) | 30,00         | 19 de noviembre de 2022          |
| Entre Ríos                | Paraná                                          | EDT Paraná                                                        | NEC 1.0 kW. (V)*         | 231,90        | 1 de junio de 2011               |
| Entre Ríos                | Victoria                                        | EDT Victoria                                                      | NEC 0.5 kW. (V)*         | 64,00         | 26 de mayo de 2017               |
| Entre Ríos                | Concordia                                       | EDT Concordia                                                     | NEC 1.0 kW. (V)          | 148,90        | 14 de febrero de 2012            |
| Entre Ríos                | Gualeguaychú                                    | EDT Gualeguaychú                                                  | NEC 1.0 kW. (V)          | 77,20         | 9 de abril de 2013               |
| Entre Ríos                | Concepción del Uruguay                          | EDT Concepción del Uruguay                                        | Liecom de 250 watts (B)  | 30,00         | 16 de noviembre de 2022          |
| Formosa                   | Formosa                                         | EDT Formosa                                                       | NEC 1.0 kW. (V)*         | 72,75         | 1 de diciembre de 2010           |
| Formosa                   | Clorinda                                        | EDT Clorinda                                                      | NEC 0.5 kW. (V)          | 42,75         | 8 de febrero de 2013             |
| Formosa                   | Laguna Blanca                                   | EDT Laguna Blanca                                                 | NEC 1.0 kW. (V)          | 77,20         | 29 de enero de 2014              |
| Jujuy                     | San Salvador de Jujuy                           | EDT San Salvado de Jujuy                                          | NEC 1.0 kW. (V)*         | 72,75         | 1 de mayo de 2011                |
| Jujuy                     | La Quiaca                                       | UTT La Quiaca                                                     | Hitachi 0.3 kW. (B)*     | 3442,00       | 23 de noviembre de 2017          |
| La Pampa                  | Santa Rosa                                      | EDT Santa Rosa                                                    | NEC 1.0 kW. (V)*         | 150,75        | 6 de octubre de 2011             |
| La Rioja                  | La Rioja                                        | EDT La Rioja                                                      | NEC 1.0 kW. (B)*         | 150,75        | 1 de febrero de 2011             |
| Mendoza                   | Mendoza                                         | EDT Mendoza                                                       | NEC 1.0 kW. (B)*         | 53,75         | 19 de diciembre de 2011          |
| Mendoza                   | San Rafael                                      | UTT San Rafael                                                    | Mier 0.3 kW. (B)*        | 148,90        | 29 de marzo de 2012              |
| Mendoza                   | General Alvear                                  | EDT General Alvear                                                | NEC 1.0 kW. (B)          | 52,90         | 28 de junio de 2013              |
| Mendoza                   | Tupungato                                       | EDT Tupungato                                                     | NEC 1.0 kW. (B)          | 136,90        | 16 de octubre de 2013            |
| Misiones                  | Garupá/Posadas                                  | EDT Posadas                                                       | NEC 1.0 kW. (V)*         | 150,75        | 1 de junio de 2011               |
| Neuquén                   | Neuquén                                         | EDT Neuquén                                                       | NEC 1.0 kW. (B)*         | 48,75         | 3 de julio de 2013               |
| Río Negro                 | Bariloche                                       | EDT Bariloche                                                     | Harris 1.0 kW. (B)*      | 72,75         | 1 de marzo de 2011               |
| Río Negro                 | Viedma                                          | EDT Viedma                                                        | Harris 1.0 kW. (B)       | 95,20         | 23 de julio de 2012              |
| Río Negro                 | San Antonio Oeste                               | EDT San Antonio Oeste                                             | Harris 1.0 kW. (B)       | 76,90         | 25 de abril de 2013              |
| San Juan                  | San Juan                                        | EDT San Juan                                                      | NEC 1.0 kW. (V)*         | 150,75        | 1 de febrero de 2011             |
| San Juan                  | Jáchal                                          | EDT Jachal                                                        | NEC 1.0 kW. (B)          | 76,90         | 12 de diciembre de 2012          |
| San Luis                  | San Luis                                        | EDT San Luis                                                      | NEC 1.0 kW. (B)*         | 149,20        | 14 de diciembre de 2011          |
| Santa Cruz                | Río Gallegos                                    | EDT Río Gallegos                                                  | NEC 1.0 kW. (V)*         | 42,75         | 2 de septiembre de 2011          |
| Santa Cruz                | El Calafate                                     | EDT El Calafate                                                   | NEC 1.0 kW. (B)          | 72,75         | 14 de febrero de 2012            |
| Santa Cruz                | Pico Truncado                                   | EDT Pico Truncado                                                 | NEC 0.5 kW. (B)*         | 40,90         | 14 de febrero de 2012            |
| Santa Cruz                | Río Turbio                                      | UTT Río Turbio                                                    | Mier 0.3 kW. (B)*        | 352,00        | 14 de febrero de 2012            |
| Santa Cruz                | Comandante Luis Piedrabuena                     | EDT Cte. Luis Piedrabuena                                         | NEC 0.5 kW. (V)*         | 41,20         | 25 de septiembre de 2012         |
| Santa Cruz                | Puerto San Julián                               | EDT Pto. San Julián                                               | NEC 0.5 kW. (B)*         | 40,90         | 30 de mayo de 2013               |
| Santa Cruz                | Puerto Deseado                                  | EDT Pto. Deseado                                                  | NEC 0.5 kW. (B)*         | 40,90         | 18 de junio de 2013              |
| Santa Cruz                | Caleta Olivia                                   | EDT Caleta Olivia                                                 | NEC 1.0 kW. (B)          | 70,90         | 24 de mayo de 2015               |
| Santa Fe                  | Rosario                                         | EDT Rosario                                                       | NEC 1.0 kW. (V)*         | 150,75        | 6 de octubre de 2011             |
| Santa Fe                  | Santo Tomé (Santa Fe)                           | EDT Santa Fe                                                      | NEC 1.0 kW. (V)*         | 72,75         | 6 de octubre de 2011             |
| Santa Fe                  | Cañada de Gómez                                 | EDT Cañada de Gómez                                               | NEC 1.0 kW. (V)          | 148,90        | 11 de junio de 2012              |
| Santa Fe                  | Ceres                                           | EDT Ceres                                                         | NEC 1.0 kW. (V)          | 148,90        | 23 de marzo de 2013              |
| Santa Fe                  | Rafaela                                         | EDT Rafaela                                                       | NEC 1.0 kW. (B)          | 148,90        | 30 de abril de 2012              |
| Santa Fe                  | Frontera                                        | EDT Frontera                                                      | NEC 1.0 kW. (B)          | 148,90        | 2 de mayo de 2012                |
| Santiago del Estero       | Santiago del Estero                             | EDT Sgo. del Estero                                               | NEC 1.0 kW. (V)*         | 150,75        | 6 de octubre de 2011             |
| Santiago del Estero       | Añatuya                                         | UTT Añatuya                                                       | NEC 0.3 kW.(V)*          | 76,90         | 14 de febrero de 2012            |
| Santiago del Estero       | Quimilí                                         | EDT Quimilí                                                       | NEC 0.5 kW. (V)*         | 40,90         | 23 de julio de 2013              |
| Salta                     | Salta                                           | EDT Salta                                                         | NEC 1.0 kW. (V)*         | 21,00         | 25 de noviembre de 2011          |
| Tierra del Fuego          | Ushuaia                                         | EDT Ushuaia                                                       | NEC 1.0 kW. (B)*         | 71,20         | 3 de diciembre de 2012           |
| Tierra del Fuego          | Río Grande                                      | UTT Río Grande                                                    | NEC 0.3 kW. (B)*         | 18,00         | 11 de agosto de 2017             |
| Tierra del Fuego          | Tolhuin                                         | EDT Tolhuin                                                       | Harris 1.0 kW. (B)*      | 104,00        | 8 de junio de 2018               |
| Tucumán                   | San Miguel de Tucumán                           | EDT San Miguel de Tucumán                                         | NEC 1.0 kW.(B)*          | 72,75         | 1 de enero de 2011               |

## Lista de canales (Distribución satelital)
Grilla de señales disponibles mediante Televisión Digital al Hogar (TDH) en el satélite ARSAT-1, donde las señales codificadas por la empresa neerlandesa Irdeto pueden ser visualizadas solamente con los equipos receptores otorgados por o adquiridos de ARSAT. Además se cuentan los canales adicionales en señal abierta que se encuentran en dicho satélite, y un amplio número de estaciones de radio.
| Frecuencia                 | Señal                          | Programación                   | Resolución | Codificación  | Sistema |
| -------------------------- | ------------------------------ | ------------------------------ | ---------- | ------------- | ------- |
| 11670 V SR 30000 (MUX TDA) | DeporTV HD                     | Deportes                       | 1080i HD   | Irdeto        | DVB-S2  |
| 11670 V SR 30000 (MUX TDA) | Construir TV                   | Educativo                      | 576i SD    | Irdeto        | DVB-S2  |
| 11670 V SR 30000 (MUX TDA) | Canal 26                       | Noticias                       | 576i SD    | Irdeto        | DVB-S2  |
| 11670 V SR 30000 (MUX TDA) | France 24 en Español           | Noticias internacionales       | 576i SD    | Irdeto        | DVB-S2  |
| 11670 V SR 30000 (MUX TDA) | C5N                            | Noticias                       | 576i SD    | Irdeto        | DVB-S2  |
| 11670 V SR 30000 (MUX TDA) | LN+                            | Noticias                       | 576i SD    | Irdeto        | DVB-S2  |
| 11670 V SR 30000 (MUX TDA) | RT en Español                  | Noticias internacionales       | 576i SD    | Irdeto        | DVB-S2  |
| 11670 V SR 30000 (MUX TDA) | TV Pública 1seg                | Generalista                    | One seg    | Señal abierta | DVB-S2  |
| 11670 V SR 30000 (MUX TDA) | Encuentro 1seg                 | Educativo                      | One seg    | Señal abierta | DVB-S2  |
| 11670 V SR 30000 (MUX TDA) | DeporTV 1seg                   | Deportes                       | One seg    | Irdeto        | DVB-S2  |
| 11670 V SR 30000 (MUX TDA) | Unife/CN23 1seg                | Religioso                      | One seg    | Irdeto        | DVB-S2  |
| 11670 V SR 30000 (MUX TDA) | Televisión Pública (Argentina) | Generalista                    | 1080i HD   | Irdeto        | DVB-S2  |
| 11670 V SR 30000 (MUX TDA) | Televisión Pública (Argentina) | Generalista                    | 1080i HD   | Señal abierta | DVB-S2  |
| 11670 V SR 30000 (MUX TDA) | Pakapaka                       | Infantil                       | 576i SD    | Señal abierta | DVB-S2  |
| 11670 V SR 30000 (MUX TDA) | CineAR HD                      | Cine argentino                 | 1080i HD   | Señal abierta | DVB-S2  |
| 11670 V SR 30000 (MUX TDA) | TEC                            | Educativo                      | 576i SD    | Señal abierta | DVB-S2  |
| 11670 V SR 30000 (MUX TDA) | Encuentro                      | Educativo                      | 576i SD    | Señal abierta | DVB-S2  |
| 11670 V SR 30000 (MUX TDA) | Crónica                        | Noticias                       | 576i SD    | Señal abierta | DVB-S2  |
| 11670 V SR 30000 (MUX TDA) | Telesur                        | Noticias internacionales       | 576i SD    | Señal abierta | DVB-S2  |
| 11670 V SR 30000 (MUX TDA) | Unife/CN23                     | Religioso                      | 576i SD    | Señal abierta | DVB-S2  |
| 11670 V SR 30000 (MUX TDA) | Aunar                          | Educativo/Cultural/Generalista | 576i SD    | Señal abierta | DVB-S2  |
| 11670 V SR 30000 (MUX TDA) | IP Noticias HD                 | Noticias                       | 1080i HD   | Señal abierta | DVB-S2  |
| 11670 V SR 30000 (MUX TDA) | El Destape TV Sin Fin HD       | Noticias                       | 1080i HD   | Señal abierta | DVB-S2  |
| 11670 V SR 30000 (MUX TDA) | Canal E                        | Noticias económicas            | 576i SD    | Señal abierta | DVB-S2  |
| 11590 V SR 30000 (MUX TDA) | Presidencia Argentina          | Variedades                     | 1080i HD   | Señal abierta | DVB-S2  |
| 11590 V SR 30000 (MUX TDA) | Diputados TV                   | Político                       | 1080i HD   | Señal abierta | DVB-S2  |
| 11590 V SR 30000 (MUX TDA) | Lapacho TV                     | Generalista                    | 1080i HD   | Señal abierta | DVB-S2  |
| 11590 V SR 30000 (MUX TDA) | Canal 7 (Rawson)               | Generalista                    | 576i SD    | Señal abierta | DVB-S2  |
| 11590 V SR 30000 (MUX TDA) | Doce TV Misiones               | Generalista                    | 576i SD    | Señal abierta | DVB-S2  |
| 11590 V SR 30000 (MUX TDA) | TVP Fueguina                   | Generalista                    | 1080i HD   | Señal abierta | DVB-S2  |
| 11590 V SR 30000 (MUX TDA) | El Nueve Santa Cruz            | Generalista                    | 1080i HD   | Señal abierta | DVB-S2  |
| 11590 V SR 30000 (MUX TDA) | El Dos Misiones                | Generalista                    | 1080i HD   | Señal abierta | DVB-S2  |
| 11590 V SR 30000 (MUX TDA) | Channel 128                    | Barras EBU                     | 576i SD    | Señal abierta | DVB-S2  |
| 11590 V SR 30000 (MUX TDA) | Channel 129                    | Barras EBU                     | 576i SD    | Señal abierta | DVB-S2  |
| 11590 V SR 30000 (MUX TDA) | Channel 131                    | Barras EBU                     | 576i SD    | Señal abierta | DVB-S2  |
| 11590 V SR 30000 (MUX TDA) | Channel 133                    | Barras EBU                     | 576i SD    | Señal abierta | DVB-S2  |
| 11590 V SR 30000 (MUX TDA) | CineAR                         | Cine argentino                 | 1080i HD   | Señal abierta | DVB-S2  |
| 11640 V SR 8500            | Crónica HD                     | Noticias                       | 1080i HD   | Señal abierta | DVB-S2  |
| 11640 V SR 8500            | CM/Unife HD                    | Musical/Generalista            | 1080i HD   | Señal abierta | DVB-S2  |
| 11640 V SR 8500            | CM Internacional HD            | Musical                        | 1080i HD   | Señal abierta | DVB-S2  |
| 11901 V SR 2800            | T5 Satelital                   | Generalista                    | 1080i HD   | Señal abierta | DVB-S2  |
| 11901 V SR 2800            | El Nueve Link                  | Generalista                    | 1080i HD   | Señal abierta | DVB-S2  |
| 11901 V SR 2800            | El Folklórico TV               | Musical                        | 1080i HD   | Señal abierta | DVB-S2  |
| 12045 V SR 4400            | RTS Santa Fe                   | Generalista                    | 1080i HD   | Señal abierta | DVB-S2  |
| 12050 V SR 4400            | RTN Neuquén                    | Generalista                    | 1080i HD   | Señal abierta | DVB-S2  |
| 12050 V SR 4400            | RTN Neuquén                    | Barras EBU                     | 576i SD    | Señal abierta | DVB-S2  |
| 12058 H SR 2900            | El Nueve Santa Cruz            | Generalista                    | 1080i HD   | Señal abierta | DVB-S2  |
| 12063 V SR 4170            | Canal 7 (Rawson)               | Generalista                    | 1080i HD   | Señal abierta | DVB-S2  |
| 12070 V SR 2420            | C5N                            | Noticias                       | 1080i HD   | Señal abierta | DVB-S2  |
| 12081 V SR 2500            | Somos Uno                      | Generalista                    | 1080i HD   | Señal abierta | DVB-S2  |
| 12086 V SR 4170            | Doce TV Misiones               | Generalista                    | 576i SD    | Señal abierta | DVB-S   |
| 12103 H SR 2700            | Canal 10 (General Roca)        | Generalista                    | 576i SD    | Señal abierta | DVB-S   |
| 12112 V SR 4800            | Lapacho TV                     | Generalista                    | 1080i HD   | Señal abierta | DVB-S2  |
| 12131 V SR 3500            | Red                            | Barras EBU                     | 576i SD    | Señal abierta | DVB-S2  |
| 12135 V SR 3750            | TVP Fueguina                   | Generalista                    | 1080i HD   | Señal abierta | DVB-S2  |
| 12186 V SR 4800            | Canal 9 (La Rioja)             | Generalista                    | 576i SD    | Señal abierta | DVB-S   |
| 12192 V SR 2800            | Misiones Cuatro                | Variedades                     | 1080i HD   | Señal abierta | DVB-S2  |